# 明治神宮野球場
明治神宮野球場（めいじじんぐうやきゅうじょう）は、東京都新宿区の明治神宮外苑に所在する野球場。宗教法人明治神宮が所有する。通称は「神宮球場」「神宮」（本項では以下、神宮球場に統一）。
ここではメイン球場のほか、隣接する神宮第2球場（兼明治神宮外苑ゴルフ練習場西練習場）についても触れる。

## 概要
1926年（大正15年）に開場以来、アマチュア野球においては大学野球の主要球場として長年使用され、東京六大学野球の他、東都大学野球1部リーグおよび入替戦を中心に今日まで使用されている。
他にも高校野球全国高等学校野球選手権東東京大会および西東京大会、秋季大会（いずれも準決勝以降）、全日本大学野球選手権大会、明治神宮野球大会の他、社会人野球（JABA東京スポニチ大会。過去には都市対抗野球大会、現在も東京都二次予選が開催される）、日本リトルシニア全日本選手権などのアマチュアの大会が開催されるなど、阪神甲子園球場とならんで「野球の聖地」とされている。
アマチュア専用として初期はプロ野球公式戦での使用は認められなかったが徐々に緩和され、現在では東京ヤクルトスワローズが専用球場（本拠地球場）として使用している。
なお、本来の表記は「宮」の「呂」の中間の線が入らない『明治神宫野球場』だが（正面玄関上の球場名の文字看板もこの表記）、一般には常用漢字の「宮」が使用されている（球場公式サイトも同様）。
後述するように周辺には国立競技場や秩父宮ラグビー場、併設の第二球場（使用は終了）もあり、いずれも各競技でトップレベルの大会が行われる特徴的な立地となっている。

## 歴史

### 建設から戦前まで
当初の神宮外苑造成案には聖徳記念絵画館や明治神宮外苑競技場（1958年に国立霞ヶ丘競技場陸上競技場に改築され、現在は国立競技場が建設されている。）はあったが、野球場はなかった。しかし、予想を超える野球人気のため、1925年（大正14年）に計画が変更され、野球場が建設されることとなった。
当時の金額で総工費は53万円、うち明治神宮奉賛会が48万円を出費し、東京六大学野球連盟が5万円を本工事に寄付。同年12月に敷地造成工事に着手し、翌1926年（大正15年）年1月に起工式、10月23日に竣工式が行われ、摂政宮裕仁親王（のちの昭和天皇）と閑院宮載仁親王が臨席し、初試合として東京対横浜の中等学校代表および東京六大学選抜紅白試合が行われた。東京六大学はこの年の秋季よりリーグ戦の一部の試合で使用し、1927年（昭和2年）からはこの球場を会場として都市対抗野球大会も始められた。
なお、建設されるはるか前、江戸時代は江戸幕府に仕えた甲賀者の「百人組」が住んでいた居住地「青山甲賀町」だった。与力、同心の屋敷、鉄砲射撃場などがあったとされ、射撃場のあった場所がちょうど外野ライト前に当たる。忍者頭高峰家の屋敷があった場所が、現在の球団クラブハウスに当たる。
1924年（大正13年）8月開場の阪神甲子園球場が80,000人収容だったのに対し、開場当初の神宮球場は29,000人収容と少なく、明らかに収容能力不足だった。1928年（昭和3年）5月には70,000人収容の藤井寺球場が開場し、翌1929年（昭和4年）7月には阪神甲子園球場がアルプススタンドを増築したが、神宮球場は、貴賓席から聖徳記念絵画館の全部が見えなくてはならないとの理由でスタンドを増築しなかった。しかし、同年11月1日に行われた早慶戦に昭和天皇と秩父宮雍仁親王が臨席し、入場できない人々が球場を何重にも取り巻いている様子を見た秩父宮がスタンドの増築を提案すると、東京六大学野球連盟は理事会を開き、スタンドの増築を全員一致で決定した。
1931年（昭和6年）に東京六大学野球連盟が工費55万円を負担して内野・外野スタンドを増築し、収容人員が58,000人（松内則三の実況アナウンスでは「6万の観衆、内野外野のスタンドに詰めかけまして」という表現が見られる） に増え、球場正面を除いて外形が現在の形となった。東京六大学はこの年からリーグ戦の全試合を神宮球場で開催するようになり、1932年（昭和7年）には東都大学野球連盟のリーグ戦も開催され始めた。
建設の経緯、および明治神宮が管理運営するというスタイルから、戦前は「アマチュア野球の聖地」とされ、プロ野球の使用は論外という雰囲気があった。読売新聞社長の正力松太郎は「将来プロにする」ということを伏せて全日本チーム（後に読売ジャイアンツとなる）を組織し、1934年（昭和9年）に米国メジャーリーグの招待試合を神宮球場で開催した。正力は翌年2月に右翼に切りつけられる事件に見舞われたが、犯人が取り調べで述べた動機には「読売がアメリカの野球チームを招き神聖な神宮球場を使ったこと」が、天皇機関説支持とともに挙げられている。

### 第二次世界大戦前後
日中戦争勃発後の1938年（昭和13年）には都市対抗野球大会が完成直後の後楽園球場に会場を移し、さらに1943年（昭和18年）には太平洋戦争の激化により文部省からの通達で、東京六大学と東都は共に解散となってしまった。1945年（昭和20年）5月には、アメリカ軍による東京大空襲（山の手大空襲）によって被災し、火災によって一部が崩れ落ちた。
日本の敗戦後、9月15日に日本占領軍であるアメリカ軍により接収され、連合国軍専用球場として 「Stateside Park（ステイトサイド・パーク）」の名称で使用された（1952年（昭和27年）3月31日接収解除）。
それでも終戦年である1945年（昭和20年）には日本人の使用にも開放され、東京六大学OB紅白試合、オール早慶戦、職業野球東西対抗戦などが行われた。このうち、東西対抗戦はプロ野球発足後に当球場で初めて開催されたプロの試合である。1946年（昭和21年）からは東京六大学と東都が復活、春季は神宮球場での試合は認められなかったが秋季から一部の試合で開放されている。帝国主義者を養成してきた東京大学に球場を使用させないというのも接収が1952年まで続いた理由の1つであった。
1946年（昭和21年）5月から6月にかけ連合国軍により修復工事が行われ、照明設備が新たに設置され内野にも天然芝が敷かれている。この時期には球場初のプロ野球公式戦、全日本大学野球選手権大会の前身である大学野球王座決定戦、第1回目のプロ野球日本選手権シリーズ第1戦（当時の呼称は「日本ワールドシリーズ」）などが開催されている。東京六大学は上井草球場などと併用してリーグ戦を行っていたが、1950年（昭和25年）秋季より全試合での開催を認められている。ただし連合国軍による接収が解除されて明治神宮に返還されたのは、サンフランシスコ条約の発効間近である1952年（昭和27年）3月のこと。

### プロ野球球団の本拠地へ
連合国軍による接収解除後は内野天然芝と照明が撤去され、バックネット裏前列に1953年（昭和28年）から放送が開始されたテレビ放送席が新設されている。1962年（昭和37年）には相撲場跡地に第2球場が完成した。
1962年（昭和37年）からは閉鎖される駒澤野球場の代わりとして東映フライヤーズ（現：北海道日本ハムファイターズ）が使用を開始し、次いで1964年（昭和39年）に後楽園球場から国鉄スワローズ（現：東京ヤクルトスワローズ）が、東映と入れ替わるように移転している。これらの動きには学生野球界は強く反対したものの、結局は認められた（詳細は後述）。

### 相次ぐ改修
東映の使用開始時の1962年（昭和37年）にはバックネット裏の増築、ナイター設備新設（上述の通り米軍接収時代以来の復活）、ラッキーゾーンの設置といったプロ基準に合わせる改修が施された。さらに1967年（昭和42年）にはホームベースを動かすなど当時の標準的な球場に近づける大改修が行われた。その後幾たびも改修が重ねられ、個別座席・人工芝グラウンド・照明塔・電光スコアボードなどが取り入れられている。
収益を優先する観点から、1981年に一度は廃止されたフェンス広告をのちに再開した。またコンサートなど大型イベントの開催も行うなどの動きもある。
収益の高いプロ野球を人気の低下が見られる学生野球より優先しようとする意見もあるが、優先度の変化のみで学生野球優先の方針は維持されたまま現在に至っている（詳細は後述）。2007年（平成19年）11月24日からは大規模な改修工事を実施し、2008年（平成20年）3月6日に竣工式が行われた。スコアボードの全面フルカラーフリーボード化やフィールドの拡張、ロングパイル人工芝への張替えなどを行った。総工費は約15億円。
2011年（平成23年）シーズンからボールカウントの表示方式を、日本国内で旧来使用されていた「SBO」（上からストライク、ボール、アウト）順から、国際ルールに則した「BSO」順に変更した。当球場のカウント表示はコンピューターグラフィックスを使用しているため（後述）表示部分（ハードウェア）の改修は必要なく、ソフトウェアの更新などで対応した。同年には内野席に、2013年には外野席にウッドデッキ調の特別席が設置された。
2013年オフからは3年計画でスタンドの老朽箇所の改修と、耐震補強工事を実施した。施工業者は安藤ハザマ。工事は継続的に野球の試合に利用できるようにするため、シーズンオフ（年度下半期）のみに限定し、2016年3月の完全竣工時に耐震改修促進法に基づく耐震認定の検定を受けた。第1期（2013年度）は内野正面スタンド部（屋根を除く）、第2期（2014年度）は1・3塁側内野スタンドと正面スタンドの屋根、第3期（2015年度）は外野席の改修を行なった。また外壁の改修は耐震補強工事に従って順次行なった。正面スタンドは一部が耐震補強壁となることから歴史性を忍ばせ、耐久性に優れたレンガ素材を壁面に採用した。正面スタンドの大屋根は鉄製からテフロン製テント膜に変更された。
また正面スタンドの大屋根は現在の鉄骨骨組を補強した際は、2階席から視界が遮られてしまうので、鉄骨の骨組みを盛替えて改修した。屋根の軽量化を図るためにこれまで使用していた鉄板からテフロン膜を使用することで、最小限の構造部材で組み上げられるような形状とした。

### 建て替え計画
現球場は築90年を超え、老朽化や耐震補強が課題となっており、上記の通り2013年から3年計画による工事を実施（上述以外では2015年、2023年に人工芝の張替を施工）しているが、2013年ごろから、東京都が2021年から神宮外苑の再開発を行う構想を打ち出していると、複数の報道機関が報じた。この報道がなされた2013年現在はまだ地権者との話し合いが行われている段階だった。
2015年4月1日、2020年東京オリンピック・パラリンピックの開催後に、明治神宮外苑をスポーツの聖地とするための再開発を進める一環として、近接の秩父宮ラグビー場（区境を跨ぎ港区にある）との土地交換で新球場を建設する計画を明らかにした。
計画案としては、まず東京大会前までに現ラグビー場を撤去・解体し、開催期間中は暫定的に駐車場として利用する。大会終了後、正式に新球場の建設工事に取り掛かり、完成後に現在の神宮球場を撤去・解体し、跡地に新ラグビー場を建設する方針とされた。
また第二球場についても、再開発をするにあたり解体する予定で、工事中も野球・ラグビーなどが滞りなく、可能な限り開催できるようにすべく、新たな球技場の建設を予定している。
その後、2017年7月に当初の計画案から順番を入れ替えた形で秩父宮ラグビー場、神宮球場の順に建て替える方向で調整が進められていることが明らかになった。
2019年2月25日に神宮球場を所有する明治神宮、秩父宮ラグビー場を所有する日本スポーツ振興センター、伊藤忠商事、三井不動産の4者で神宮球場と秩父宮ラグビー場の場所を入れ替えて整備する神宮外苑地区の再開発の基本協定を締結。2022年5月19日には「神宮外苑まちづくり」プロジェクトが発足した。
まず神宮第二球場を解体し、非開放のドーム型で遮音性を持つ人工芝の新たなラグビー場の建設を開始する。南面を除くラグビー場の工事が一旦完了した後に、現在の秩父宮ラグビー場を解体し、その跡地に新たな野球場を建設。新球場は2031年に完成し、2032年の利用開始を予定している。現在の神宮球場を取り壊した後は、防災拠点として芝生などを敷きつめた中央広場を設け、広場に面したラグビー場の南面の整備を行い、工事が完了する。
伊藤忠商事東京本社ビルは取り壊し、新しい野球場の左右に高さ190mの高層ビルを2棟建設し、宿泊施設も入居する。テニスコートは絵画館の南側に集約し、これにより明治神宮外苑軟式グラウンドは廃止となり、神宮第二球場の解体と共に「草野球の聖地」としての役割は終わる見込みとなった。ラグビー場の新築着工は2024年を予定し、地域全体が竣工するのは2036年になる予定。しかし、神宮球場は1世紀近い歴史的な価値や、イチョウの古木の伐採の計画があり、その観点から移設・建て替えに反対する意見も多々あり、スポーツライターのマーティー・キーナートは、アメリカ合衆国のフェンウェイ・パークを引き合いに出し「同球場の建て替え計画が市民から反対されて撤回した例があり、神宮もモニュメントである」と指摘している。

### 年表

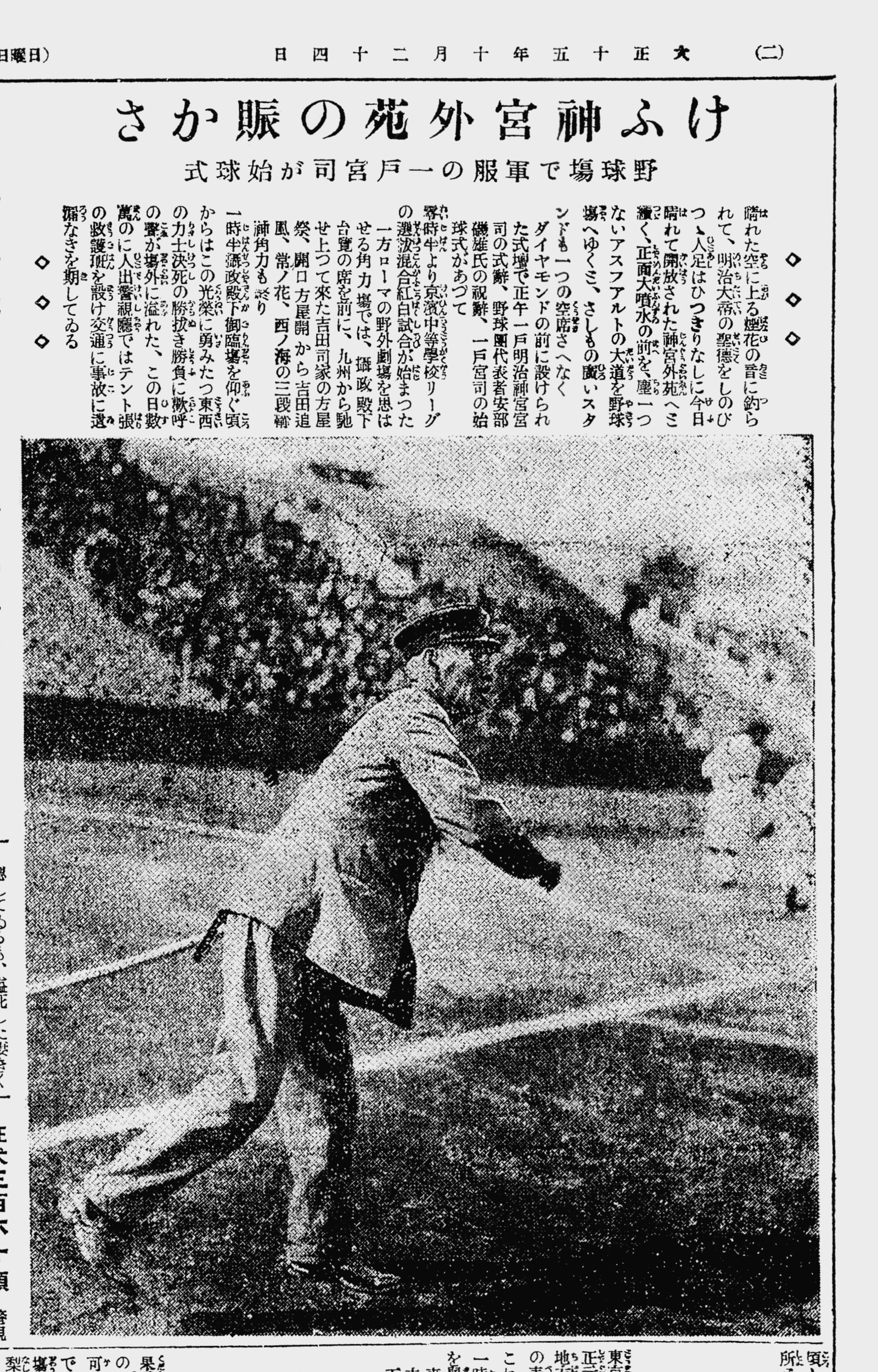
一戸兵衛の始球式
（1926年10月23日）

- 1926年（大正15年） - 10月に完成。東京六大学野球連盟の使用開始。
- 1927年（昭和2年） - 米ニグロリーグ選抜との日米親善試合が行われる。ビズ・マッキーが球場初の本塁打を放った。またこの年より1937年（昭和12年）まで都市対抗野球大会が開催された。
- 1931年（昭和6年） - スタンド増築工事竣工。初めてバックスクリーンを採用。
- 1932年（昭和7年） - 東都大学野球連盟の使用開始。
- 1934年（昭和9年） - 日米親善大会として行われたアメリカ大リーグ選抜チームと全日本チーム（読売ジャイアンツの原型）の対戦でプロが初めて神宮球場を使用。
- 1943年（昭和18年） - 東京六大学と東都が解散。リーグ戦中断。
- 1945年（昭和20年） - 空襲により一部損壊。終戦後にアメリカ軍に接収され、「STATESIDE PARK」（ステイト・サイド・パーク）と改称される。11月29日、東西対抗戦の形でプロ野球の試合が再開[18]。
- 1946年（昭和21年） - 修復工事実施。内野天然芝・照明設備完成。秋季シーズンより東京六大学の使用再開。
- 1948年（昭和23年） - プロ野球公式戦初試合[19]（金星スターズ対中日ドラゴンズ戦）と大学野球王座決定戦（第2回、以降1951年（昭和26年）まで）開催。
- 1950年（昭和25年） - 第1回日本シリーズの第1戦（毎日オリオンズ対松竹ロビンス戦）が行われる。
- 1952年（昭和27年） - 明治神宮に返還される。内野天然芝・照明設備撤去。第1回全日本大学野球選手権大会開催（以降毎年開催）。
- 1958年（昭和33年） - スコアボード改修。
- 1962年（昭和37年） - 東映フライヤーズが使用開始（1980年（昭和55年）まで）。ラッキーゾーンがプロ野球開催時のみ登場。バックネット裏スタンド拡張。同年6月には照明設備が完成。
- 1964年（昭和39年） - 後楽園球場より移転した国鉄スワローズの専用球場となる。東映フライヤーズは後楽園球場に事実上移転。10月、東京オリンピックの野球競技が公開競技として開催。
- 1965年（昭和40年） - ラッキーゾーン固定、金網フェンスを従来のコンクリートフェンス内側に設置。
- 1967年（昭和42年） - スタンド・グラウンド改築。グラウンドを縮小（一部拡大）、ラッキーゾーン廃止。
- 1969年（昭和44年） - フェンス広告設置。
- 1970年（昭和45年） - 金網フェンス廃止。コンクリートフェンスにラバーを貼り付け。第1回明治神宮野球大会を開催（以降毎年開催）。
- 1972年（昭和47年） - 第1回日米大学野球世界選手権大会開催（以降不定期開催）。
- 1973年（昭和48年） - ロッテオリオンズが主催試合の一部で使用する（1977年（昭和52年）まで）。
- 1975年（昭和50年） - 照明塔ランプ改良。
- 1976年（昭和51年） - 神宮球場竣工50周年記念試合として東京六大学選抜対東都大学選抜の対抗試合を実施。
- 1978年（昭和53年） - 外野席改修工事完成。芝生席をプラスチック製の座席に変更。ヤクルトスワローズが初のリーグ優勝。ただし、この年の日本シリーズは開催されなかった（下記参照）。
- 1980年（昭和55年） - 電光スコアボード完成、看板広告を設置。ファウルグラウンド人工芝を敷設。アーケード部分に塗装が施される。8月1日、明治神宮鎮座60年を記念し、第1回神宮外苑花火大会を開催（以後毎年開催）。
- 1981年（昭和56年） - フェンス広告抹消。フェンスを濃い緑色に変更。
- 1982年（昭和57年） - フェアグラウンドに人工芝敷設。フェンスを青色に変更。こけらおとし興行として東京六大学と東都の前季優勝校対決を実施。塁ベースを黒土からアンツーカーに変更。
- 1983年（昭和58年） - マウンドおよびブルペンをアンツーカーに変更。ネット裏にブリヂストンの電動式広告設置。
- 1985年（昭和60年） - 内野側照明塔4基建て替え。
- 1986年（昭和61年） - 外野側照明塔2基建て替え。
- 1987年（昭和62年） - 外野身障者席・トイレ新設。
- 1988年（昭和63年） - 野球規則の一部変更に対応しマウンドの高さを変更。併せて人工芝も全面張り替え。
- 1989年（昭和64年・平成元年） - ファウルポールの塗色を黄色から白色に変更。
- 1992年（平成4年） - ヤクルトスワローズ主催の日本シリーズをこの球場では初めて実施し、デーゲームで行われた。なお、学生野球はナイトゲームで実施。
- 1993年（平成5年） - 内野部分の人工芝張り替え。内野席の椅子を折り畳み式に取替え。
- 1995年（平成7年） - スコアボードを改修、カラービジョンを設置。外野フェンス上部に1.5mの金網フェンスを追加。
- 1996年（平成8年） - 神宮球場竣工70周年記念試合として東京六大学選抜対東都大学選抜の対抗試合を実施。
- 2001年（平成13年） - 内野フェンス改装に伴い、大学野球用の応援台設置用金具をフェンス支柱と一体化（応援台の所有者は東京六大学応援団連盟）。
- 2003年（平成15年） - 内野部分の人工芝張り替え。
- 2005年（平成17年） - 第1回日本生命セ・パ交流戦（ヤクルトスワローズ対福岡ソフトバンクホークス戦）開幕試合開催[注 2]。
- 2006年（平成18年） - 広告を大幅変更。11月4日、明治神宮外苑の創建80年を記念して、東京六大学選抜対東京ヤクルトスワローズのプロ・アマ交流試合開催。
- 2008年（平成20年） - スコアボードを全面LED化、グラウンド拡張、ロングパイル人工芝導入。
- 2011年（平成23年） - 内野スタンドにウッドデッキ調の特別席「Pontaドリームシート」を設置。
- 2013年（平成25年） - 外野スタンドにウッドデッキ調の特別席「セブン-イレブンデッキシート」を設置。オフより改修・耐震補強工事を開始。
- 2015年（平成27年） - 改良型ロングパイル人工芝に張り替え[20]。
- 2016年（平成28年） - 改修・耐震補強工事終了。
- 2020年（令和2年）- 照明設備を高演色形LED投光器に改修[21][22]。

2019年（平成31年）2月22日時点の明治神宮野球場

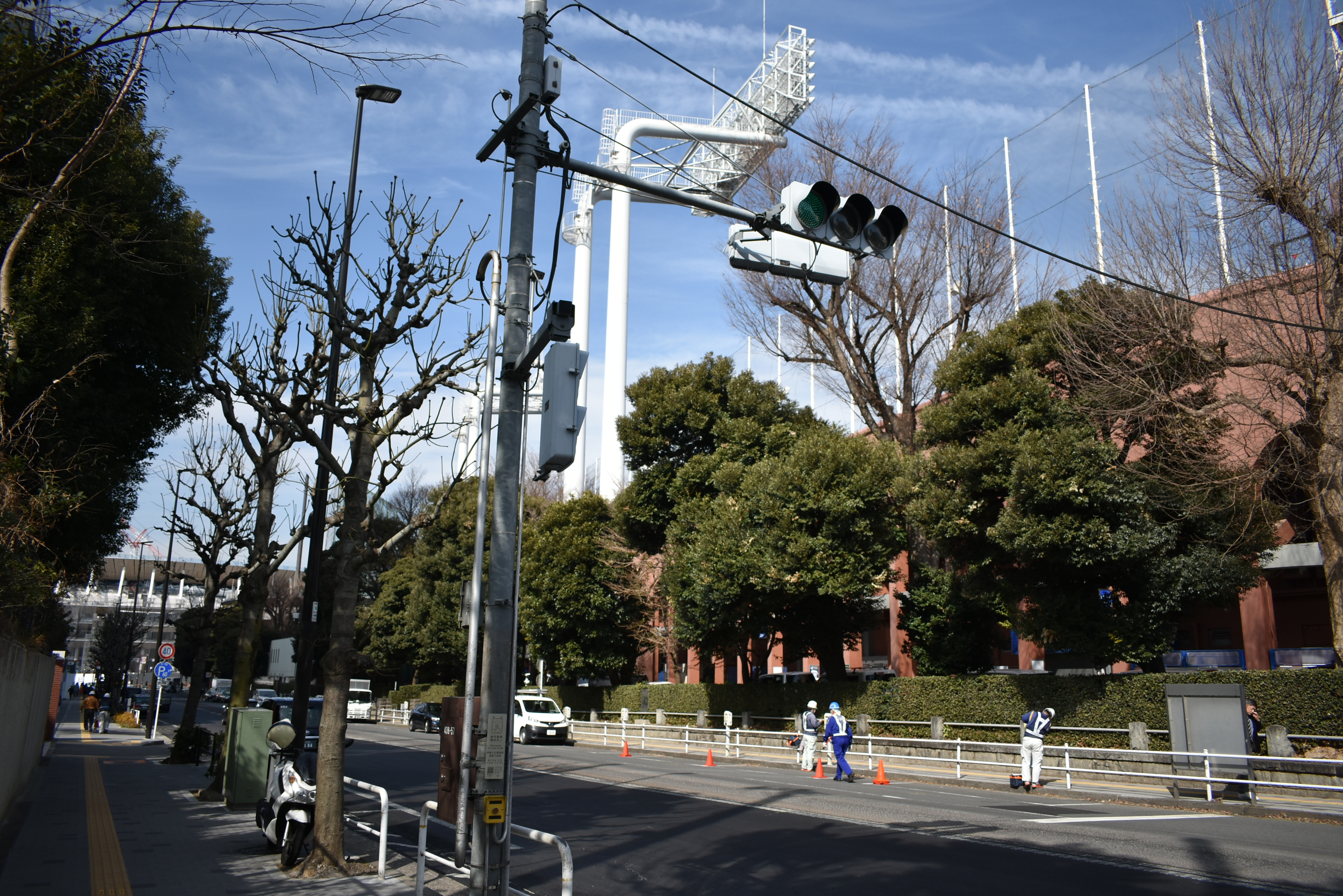
北側は工事中の国立競技場
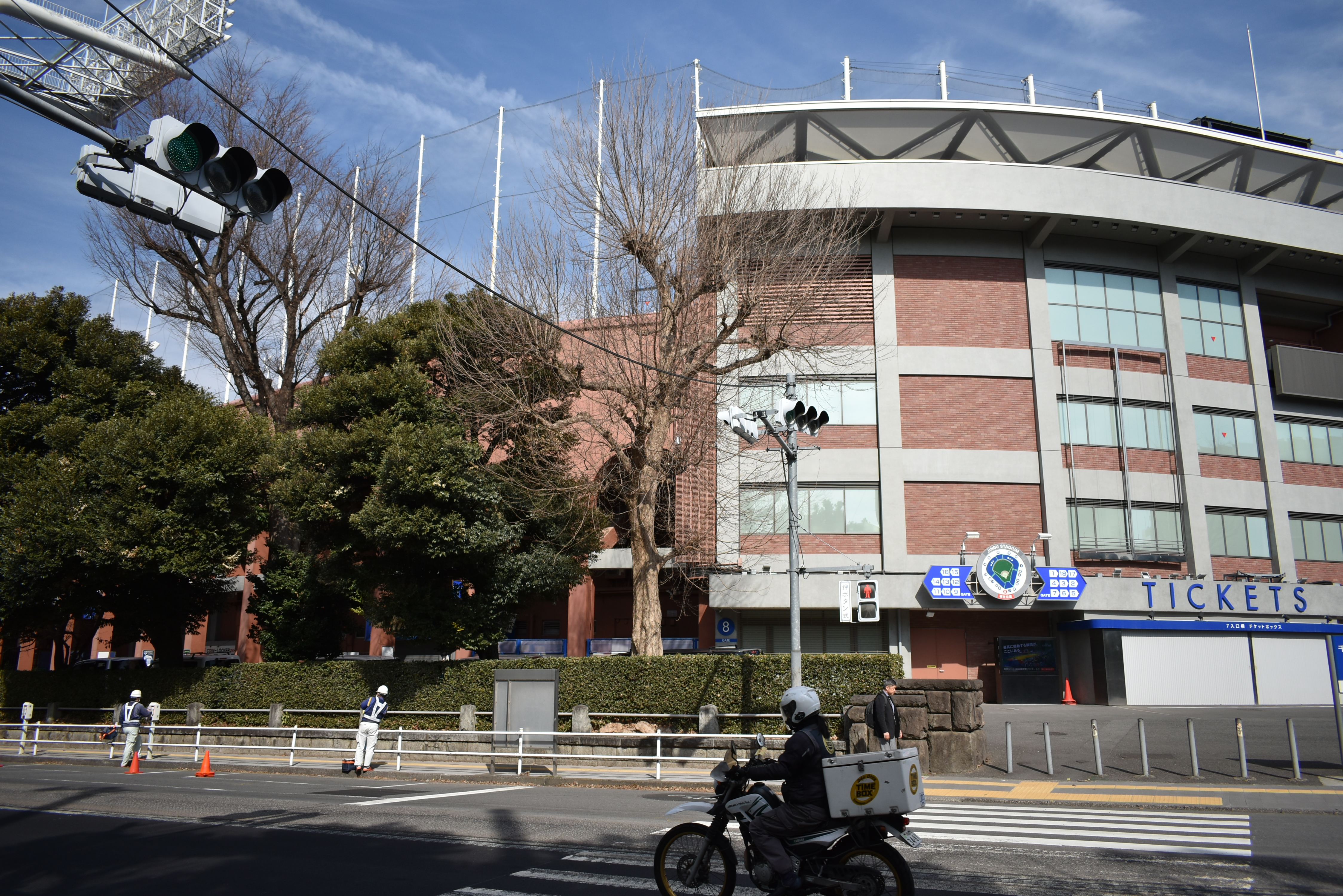
左側は球場の三塁側内野席
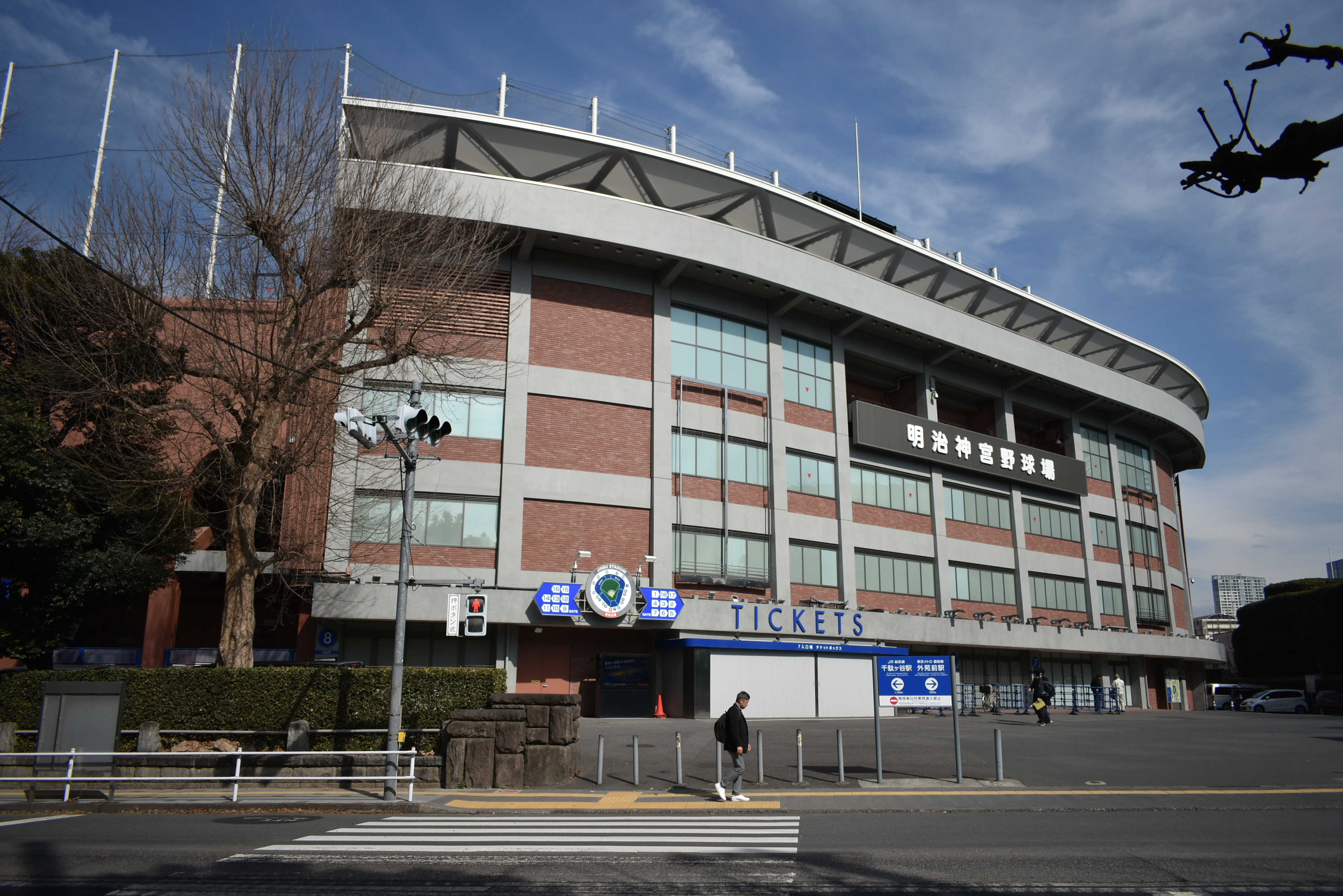
明治神宮野球場の正面入口
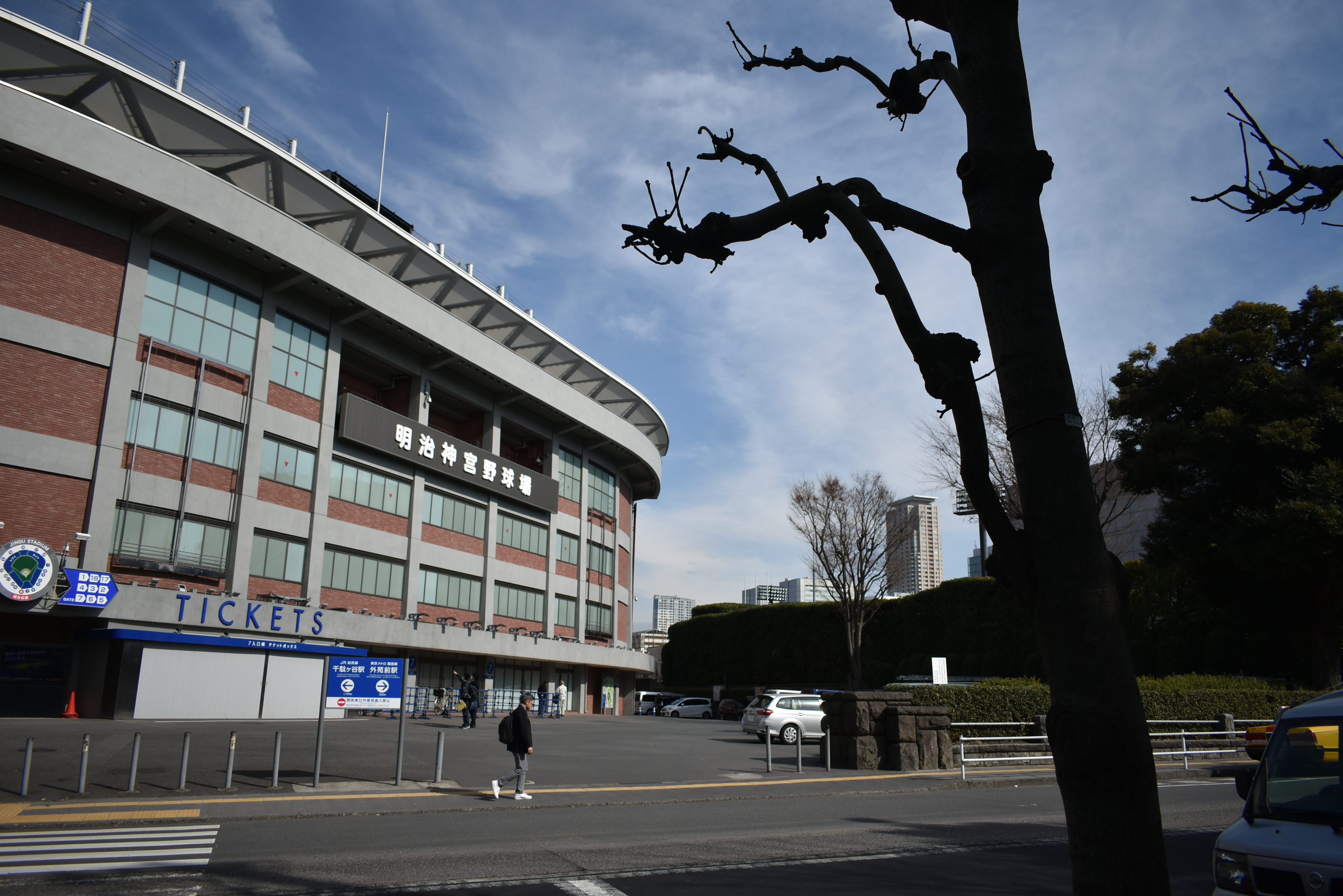
中央奥はパークアクシス青山一丁目ビル
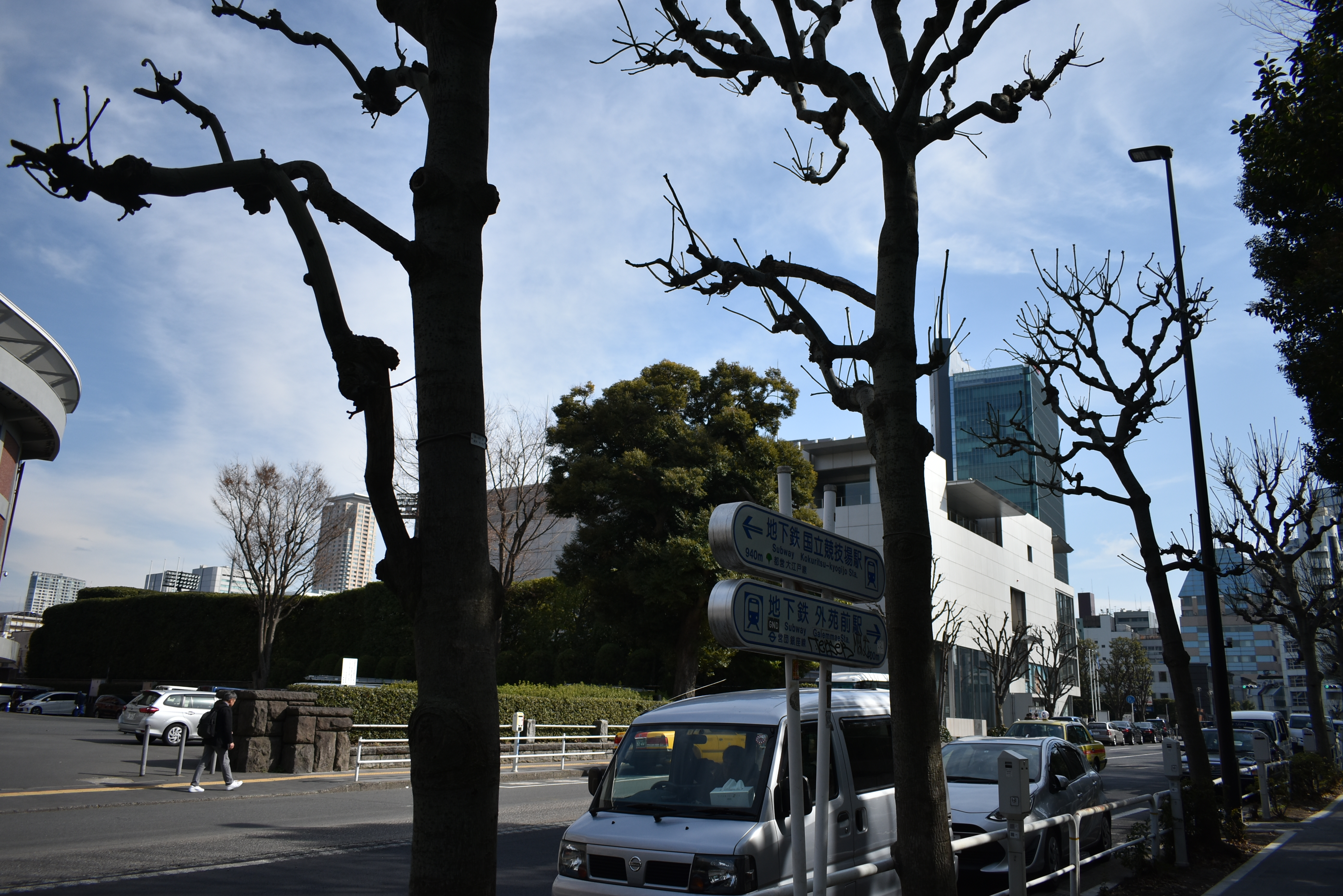
南側隣接地はTEPIA先端技術館
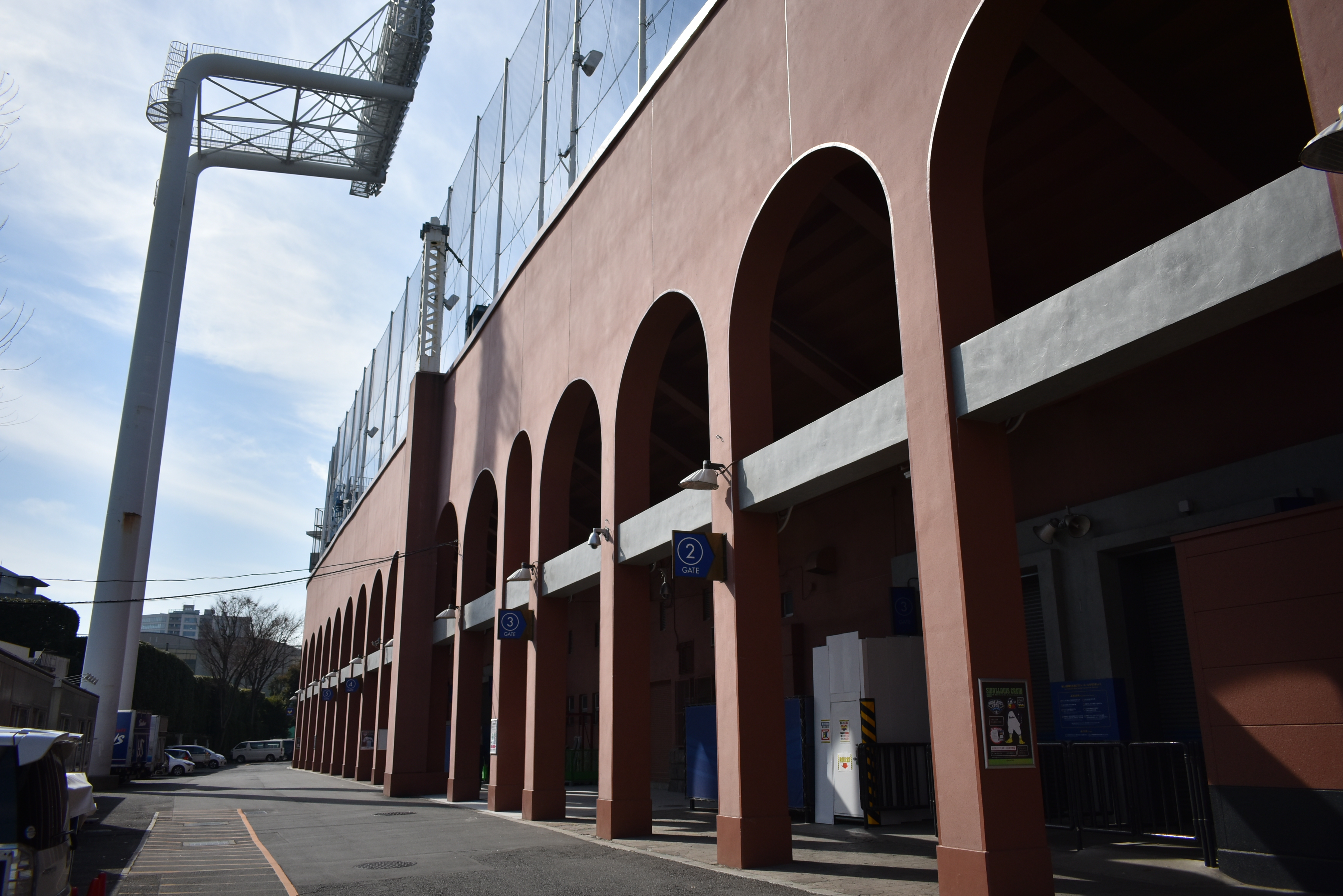
1塁側内野席と外野席の境部分
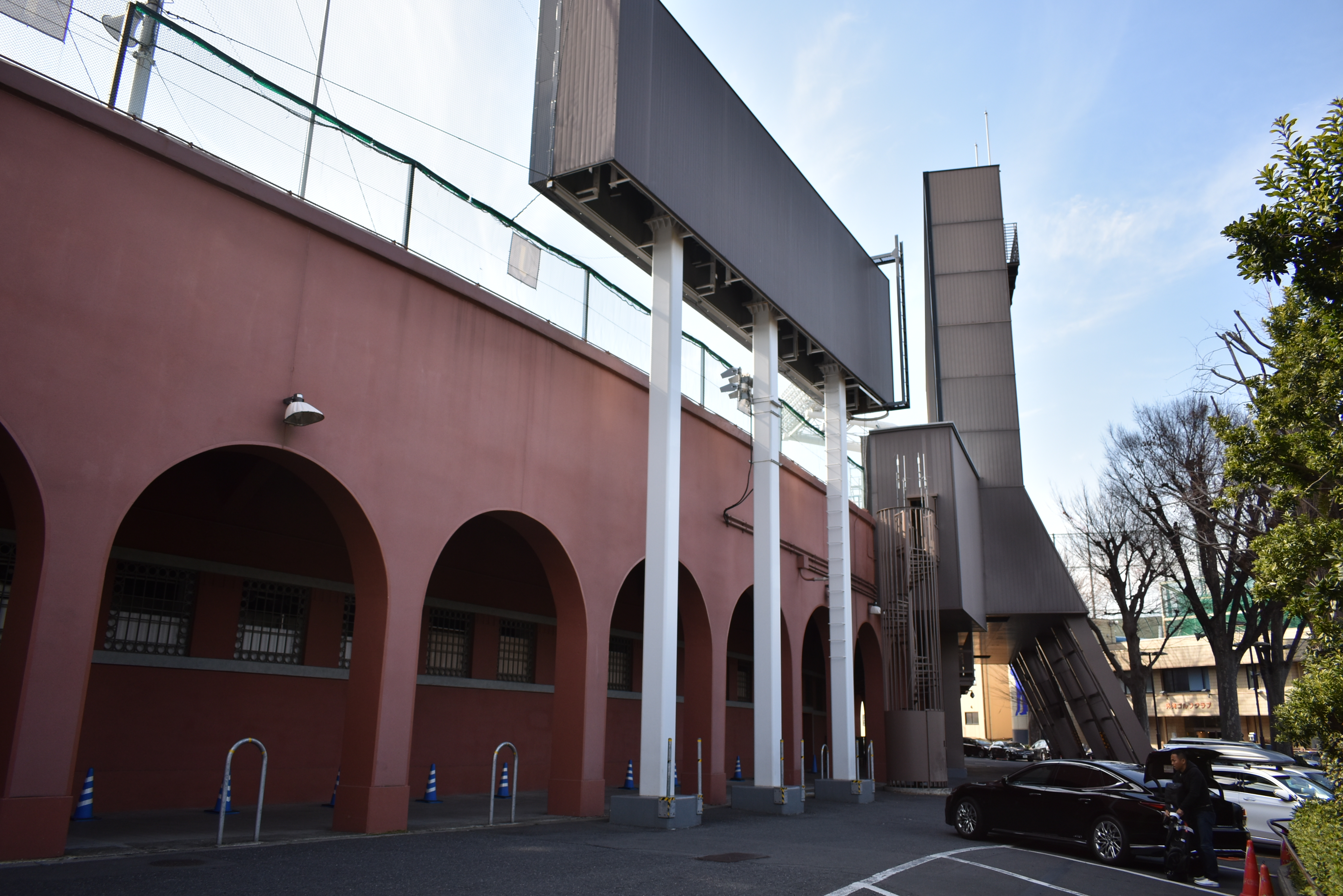
外野席の右中間部分
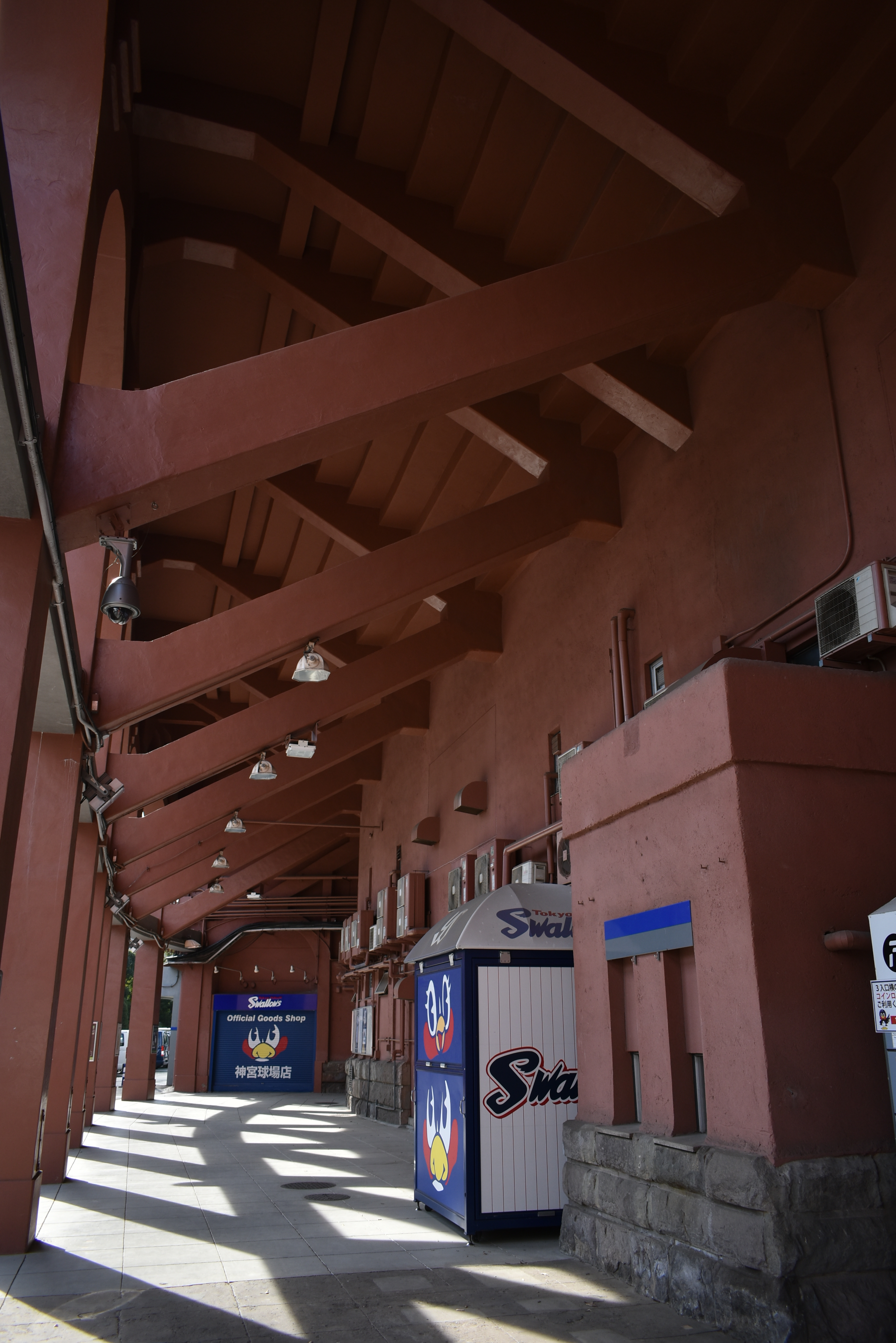
1塁側内野席下部の見上
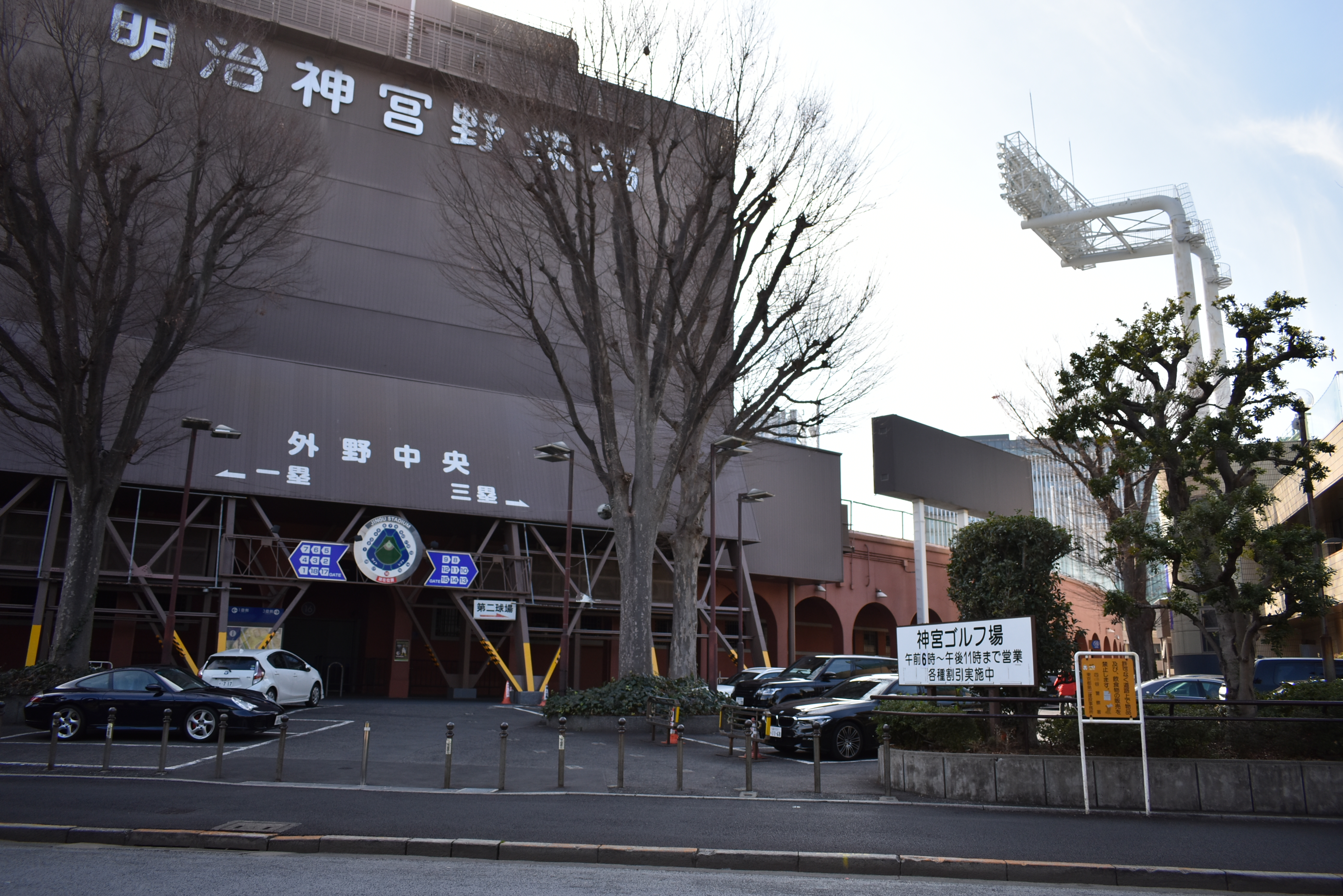
外野席のスコアーボード部分
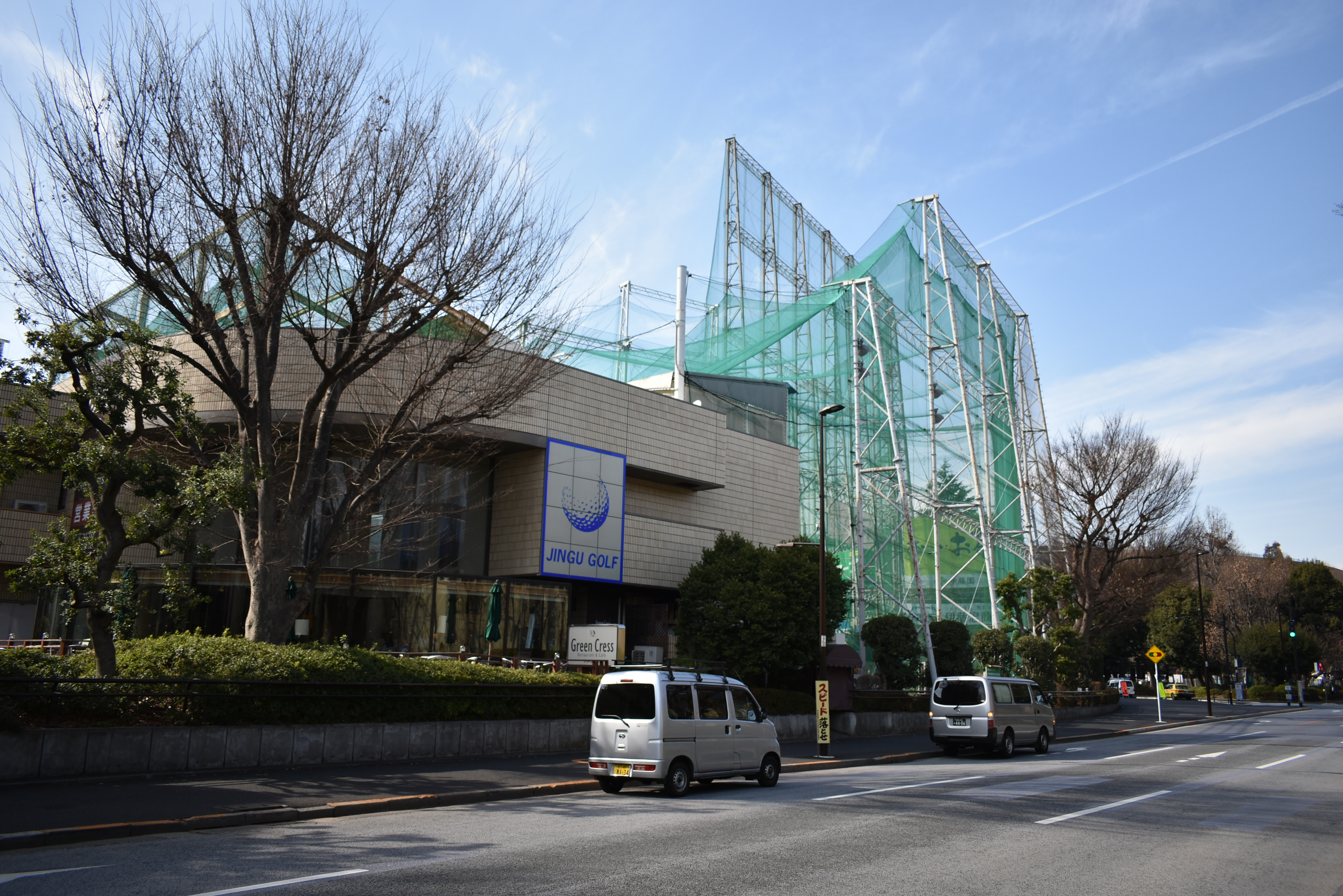
明治神宮ゴルフ練習場
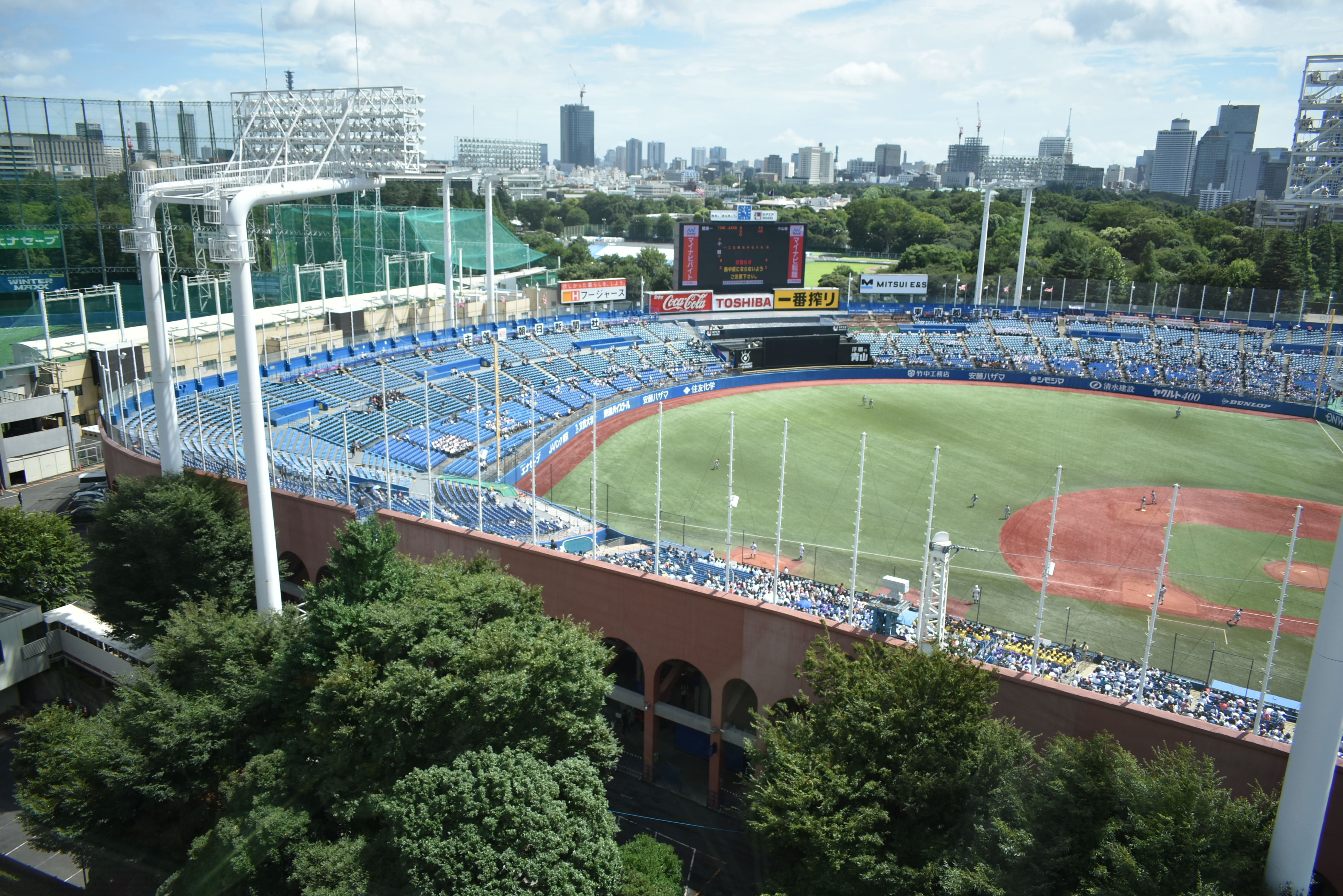
日本青年館より見る（2019年7月27日撮影）
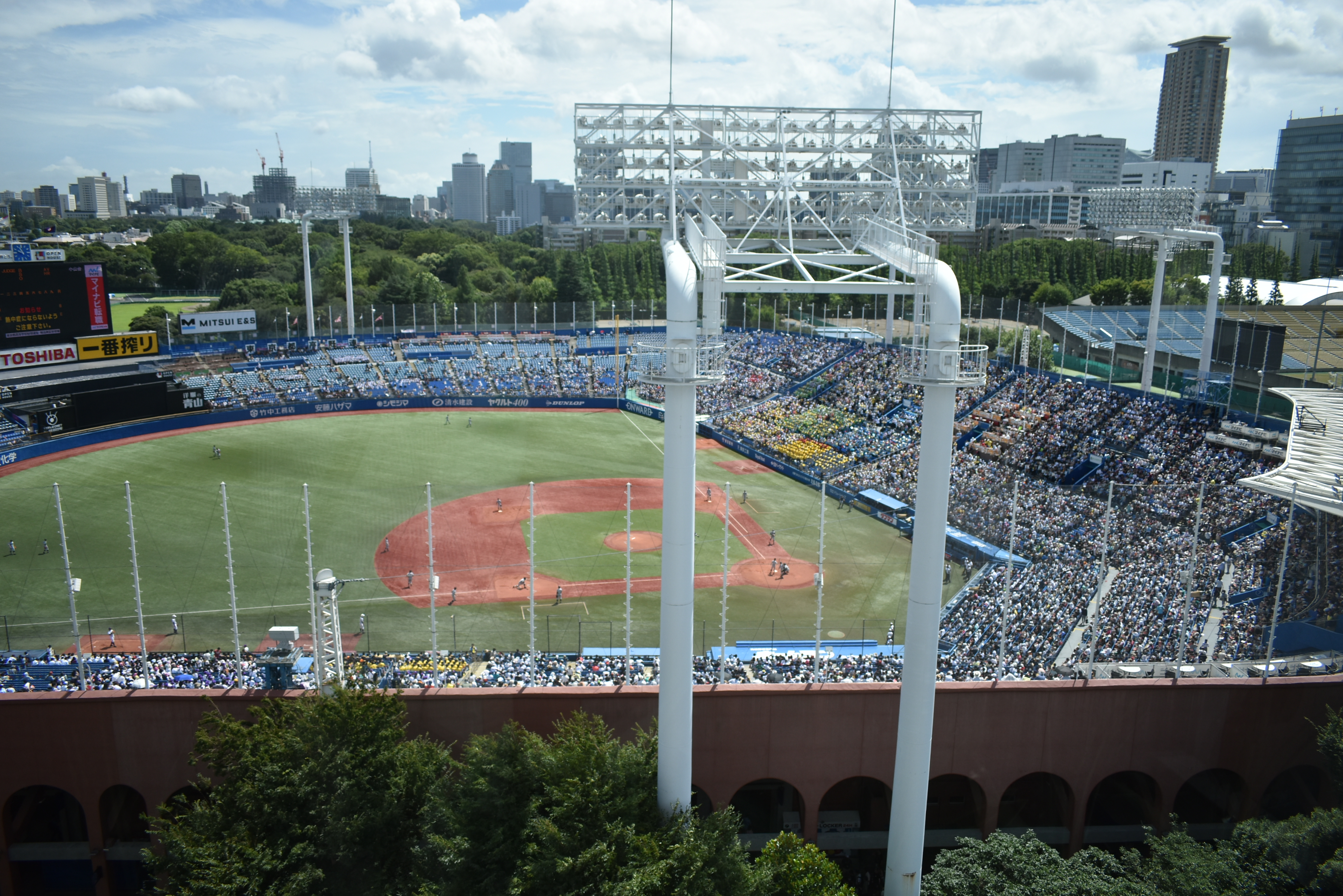
同左（2019年7月27日撮影）

## プロ野球

### 東映→日拓ホーム→日本ハムの使用
1961年（昭和36年）、東映フライヤーズ（現：北海道日本ハムファイターズ）の本拠だった駒澤野球場が、東京オリンピック（1964年）の開催に伴い東京都から用地返還を求められたため、閉鎖されることになった。東映は次の本拠を探す中で、明治神宮側へ神宮球場の隣に建設中だった第2球場の使用を申し出た。一度は断られたものの原因を作った都に仲介を持ちかけ、結局は学生野球の試合が開催される場合それを優先すること、6月から9月にナイターで試合を行うことなどを条件に、1962年から神宮球場の方を使用することが認められた。あくまでも仮の処置であり、後楽園球場や東京スタジアム（1962年6月完成）と併用する形で、主催試合数の半数近くが神宮で開催され事実上の専用球場とされた。球場別試合数では神宮が多かったものの、これは半数以上の試合開催を求める現在の日本プロフェッショナル野球協約では認められない試合数である（1962年：神宮32試合、後楽園24試合、東京3試合、その他6試合、1963年：神宮31試合、後楽園26試合、東京18試合）。
その年、パ・リーグ優勝を果たした東映は日本シリーズ・阪神タイガース戦の主催3試合中第3、4戦の2試合を開催。第5戦は学生野球優先の取り決めもあり後楽園球場で開催された。また1963年（昭和38年）には東京オリンピックの協賛チャリティーというサブタイトルでオールスターゲームを初開催した。
1964年（昭和39年）から国鉄スワローズが神宮球場を正式に専用球場としたため、その年の東映は日程の余裕が出る後楽園球場で主に試合を開催し（後楽園46試合、神宮25試合、その他3試合）、翌1965年（昭和40年）より正式に後楽園球場を専用球場として結果的に入れ替わることになった。ただし試合数を段階的に減らしながらも日拓ホームフライヤーズ（1973年）→日本ハムファイターズ（1974年）への球団名変更をへて、1980年（昭和55年）まで準本拠地として使用した。
その後2005年から行われているセ・パ交流戦では、ヤクルト主催でのビジターゲームで使用することがある。

### 国鉄→サンケイ→アトムズ→ヤクルトの本拠地

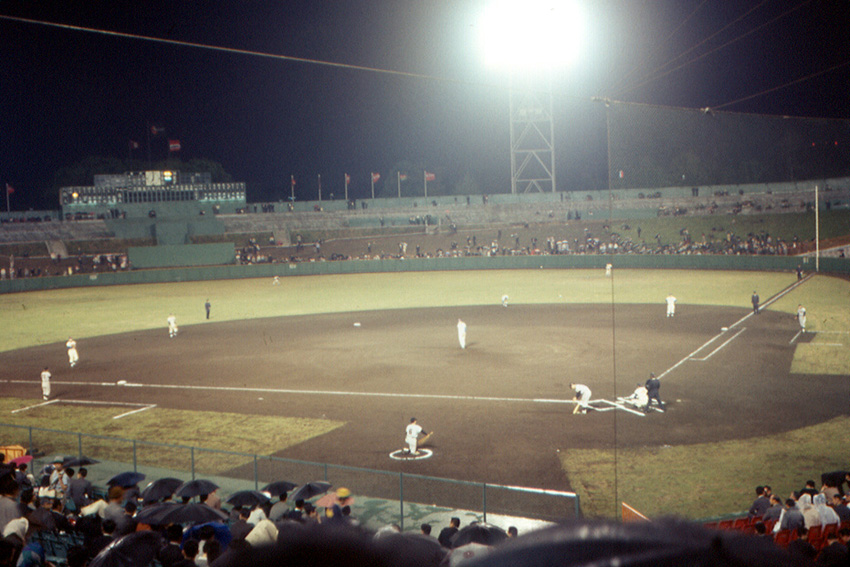
1967年、サンケイ主催試合。ラッキーゾーンが廃止されグラウンド形状が改められた直後のシーズン。

1963年（昭和38年）のシーズンには、後楽園球場を専用球場としていた国鉄スワローズ（現：東京ヤクルトスワローズ）も地方開催扱いで数試合開催した。
シーズン終了後、国鉄球団は第2球場を専用球場にしたい意向を明らかにし、産経新聞社・フジテレビジョンが主体となって30,000人収容の球場とする具体的な改装計画まで明らかにしたものの、日本学生野球協会は反対の意向を表明。更に学生野球が将来神宮球場から追い出され、第2球場に追いやられるのではという噂まで流布し、国会の文教委員会でも問題となり、更には右翼団体までもが介入し今村均元陸軍大将までもが神宮プロ野球進出反対運動に担ぎ出されたという。結局、第2球場はアマチュア専用にしたいという管理者の意向や、プロ側が要求する球場設備を満たすための拡張用地の確保が既に無理なこともあり、第2球場の使用は却下され改修工事は第1期工事で中断となった。代わりに、国鉄の専用球場として1964年（昭和39年）のシーズンより神宮球場の通年使用が認められた。
これは、国鉄を実質的に経営していたフジテレビに対して後楽園球場のテレビ中継権が与えられていなかったこと（主催球団を問わず日本テレビが独占していたが、1962年には駒沢球場廃止との兼ね合いから、東映主催試合に限りNETテレビの中継が認められた）と、それに付随してフジテレビが国鉄戦テレビ中継を強化したかったことなども絡んでいる。プロ使用への反対はすぐになくなったわけではなく、1965年2月の衆議院体育振興特別委員会では自民党の川崎秀二議員が「外苑の経済的維持が困難なら、国立野球場にしてもよいのではないか。またプロ球団に貸さなくても外に財源の道はあるのではないか」と質問したり、予算委員会で愛知揆一文部大臣が「プロ野球の根拠地となることは歓迎できない」と発言するなど、保守系の議員から国会で反対する意見が出されていた。
国鉄はプロ野球球団で初めて神宮球場を専用球場にしたものの、球場側には東映と同様に学生野球を優先することを求められた。そのため神宮でのデーゲームは例年、学生野球の行われない時期（4月上旬・6月下旬・8月中・9月上旬）に限定される（8月については2012年までは暑さのため自発的に行わなかったが、2013年以後、17時開始の薄暮という形でデーゲームを組む試合が数回ある。2015年には7月にも17時開始の薄暮デーゲームがある）。2004年（平成16年）まで毎年5月下旬に行われていた千葉マリンスタジアムでの公式戦は、同時期に神宮で行われる早慶戦の開催を考慮したものである。一般的にプロ野球では試合前の練習を球場のグラウンドで行うが、神宮球場では日中に学生野球の試合が行われる際に外野側場外にある軟式野球場や屋内練習場を使って行われる。2008年（平成20年）までは試合開始時間をずらすことも行われた（詳細は後述）。
1978年（昭和53年）にはヤクルトスワローズ（1974年に改称）が初めてリーグ優勝したものの、東京六大学が優先され日本シリーズ（対阪急戦）は後楽園球場で振り替え開催された。その後東京六大学、東都大学両野球連盟との調整により、1992年と翌1993年の日本シリーズ（いずれもヤクルト-西武戦）では、ヤクルトのホームゲームが初めて神宮球場で開催された（デーゲーム。これに伴い大学野球はナイトゲーム開催）。以降、日本シリーズのヤクルト主管試合は2021年を除き全て神宮での開催となっている。1992年には、日本シリーズの表彰式終了直後に六大学野球の試合が行われたため、普段よりはるかに多い観客が六大学の試合を観戦したというエピソードが残っている。1995年（平成7年）以降は日本シリーズがナイター開催となったため、シーズン中同様に大学野球はデーゲームで開催されている。このほかにも1970年代初め頃まで大学野球との日程の絡みで、消化試合を神宮で行えず川崎球場や東京スタジアム、横浜公園平和野球場（現：横浜スタジアム）を借りて行った事例もある。
2021年は東京2020オリンピック・東京パラリンピック開催のためにセリーグ公式戦8試合と日本シリーズ3試合が東京ドームで代替開催された。公式戦では国立競技場へ来場する来賓待合所と資材置き場として使用するためであった。日本シリーズは本来の日程では確保されていたが、延期された試合が多かったために一週間後ろ倒しになり第52回明治神宮野球大会と日程が重なったため。本来の五輪開催予定だった2020年においても、7 - 9月に東京ドームで11試合を主催する予定だったが、新型コロナウイルス感染症（COVID-19）流行による五輪の延期により開催の支障が無くなり、プロ野球の日程が再編され神宮球場での開催となった。
神宮球場はヤクルトの本拠地ではあるが昔はビジターチームのファンが多かった。レフトスタンドは大抵の試合でビジターチームのファンで埋まり、特に阪神タイガースが終盤まで優勝争いを演じている年はライトスタンドですらビジター側のファンが大半を占めることも珍しくなかった。古田敦也が監督就任時に「東京」ヤクルトスワローズへの改称やユニフォームの一新など「神宮をヤクルトファンで満員にしよう」の合言葉のもと進めた「F-PROJECT」発足の理由の1つとして、この状況が挙げられる。その甲斐もあり、近年ではレフト側にヤクルト応援席ができる試合も登場するなど、ヤクルトファンがスタンドを埋めることも少なくはない。

### ロッテの使用
大毎オリオンズ（毎日大映球団）時代の1962年（昭和37年）4月1日に、対大洋ホエールズ（現：横浜DeNAベイスターズ）とのオープン戦をダブルヘッダーで開催した。
その後、1972年（昭和47年）オフの東京スタジアムの閉鎖に伴い本拠地を失ったロッテオリオンズは、金田正一監督在任時代の1973年（昭和48年）から川崎球場に正式に移転する前年の1977年（昭和52年）まで主催公式戦の一部を神宮球場で開催した。
1973年当時、ロッテは都内での試合数確保の観点から、年20試合程度を当球場で開催する意向だった。ところが、ヤクルト球団、東京六大学野球連盟・東都大学野球連盟との日程調整で折衝するも折り合いがつかず、年6試合（その後10試合に増加）の開催にとどまざるを得なかった（その後、1974年4試合に一度減るも、1975年6試合、1976年8試合と微増。1977年はジプシー期間中で最大の12試合を行った）。
1973年のパ・リーグ（前期）でロッテは南海と熾烈な優勝争いを展開。優勝がかかった6月の対日拓ホーム3連戦では1試合あたり6万人ものファンが詰めかけロッテ優勝の瞬間を見届けようとしたが、ロッテは惜しくも前期優勝を逃している（この頃のロッテについてはジプシー・ロッテを参照）。

### DeNAの使用と東京五輪期間の対応
横浜DeNAベイスターズは、本拠地の横浜スタジアムが2021年に延期となった2020年東京オリンピックの野球種目の会場となっており、開催期間中とその前後は横浜スタジアムが使用できないことから、2021年6月29日・30日の対中日戦及び7月3日・4日の対巨人戦は、前身球団時代も含めて初となる神宮球場での主催試合が開催された。またDeNAは同年は東京ドームでも主催試合が行われており、本球場も資材置き場として使用されたため、ヤクルトも8月27日～29日のDeNA戦および9月3日～5日の広島戦を東京ドームで行ったほか、SMBC日本シリーズ2021のヤクルト主催ゲームも本球場が大学野球の兼ね合いで使用できなかったため東京ドームにて開催されていた。

## 優先使用権
神宮球場が他の球場と決定的に違うのは、学生野球（東京六大学と東都）に優先使用権が認められているということ。これには神宮球場の建設と拡張に東京六大学連盟の尽力や資金提供があったという事実がある。また、所有者の明治神宮がアマチュア野球を優先してきたという歴史的な経緯もある。しばしば他の一般的なプロ野球の本拠地球場になっている球場と同じように「神宮球場はスワローズの本拠地で大学野球は間借りしている」と誤解されることがあるが、スワローズ側が間借りしているのが正しい（ただし他の球団の本拠地球場も球団所有ではなく間借りであるものが少なくない）。
収益力の高いプロの日程を最優先させるべきだとの意見は以前から一部にはあり、時代の経過とともに大学野球全体の人気の低下がその声を後押しする傾向が強まり、近年は興行収入の問題から大学連盟側がヤクルト球団側に譲歩するようになってきている面もある。ただし、神宮球場側の基本的な認識は、前述の歴史的な経緯から、現在でも球場使用の割り当ての最優先権を東京六大学野球連盟に与えている。
明治神宮とヤクルト球団は、神宮球場の使用契約を1年ごとに更新している。このことが、度々取り沙汰されるスワローズの他地域及び本拠地移転の根拠として挙げられている。
学生野球の使用割り当てを優先的にするのは、あくまでも基本的に春先に行われるその年度の球場使用割り当てを決定する場合においてのみ。一年を通して、春先に決定した内容が年間を通して遵守される。後日に順延等の都合で調整が必要な場合は、基本的に未使用で空いている日時をやりくりして調整を行うことになる。
この手の誤解を招く元になっている代表例として、東京六大学（以下、六大学）と東都の関係を紹介する。
大学野球のリーグ戦期間中は、基本的に六大学が土曜日 - 水曜日、東都が木曜日・金曜日の割り当てとなっている。実際には東都が火・水の日程で組まれているが、これは「六大学のリーグ戦期間中で六大学が使わない日は東都側が使用しても構わない」という六大学と東都間の従来からの協定に基づく。そのため六大学が順延などで月曜までにその週の対戦（前週の未消化試合がある場合はそれも含む）が決着しない場合は、翌日以降も六大学の開催日に変更される。東都の開催日はそれに従い順延され、最悪木・金のみに変更されることもある。この順延の制度のためいつでも六大学が自由に使えるという誤解が一部に生じている。事前の球場使用割り当て時では六大学のリーグ戦の日程および六大学連盟からのその他の使用申し出に従った割り当てを優先的に行う（従来から行われている使用申請がほぼ認められる）が、リーグ戦期間外では優先権はない。そのためリーグ戦後に行う新人戦と、リーグ戦が消化しきれなかった場合では六大学が優先的に割り込めるわけではない。東都側についても同様で、リーグ戦期間外でも東都が木・金曜日を自由に使えるわけではない。シーズン固有の事情などにより事前に何らかの使用権が成立している場合は例外となる。球場の年間使用スケジュールの概況は各年の「神宮球場ガイドブック」春季号に掲載されていた（廃刊）。
プロ野球（ナイター開催）と大学野球（日中開催）の併用日には、大学野球の試合開始時間を通常より30分ないし1時間早めたり（東京六大学と東都では別の処置となる）、延長なしの9回打ち切りとなる。2009年（平成21年）からは併用日でもプロ野球の試合開始時間が18時となっているが、それまでは遅らせて試合を開催していた。1989年（平成元年）までは一律18時30分、延長戦が15回までに変更されたことをきっかけに1990年（平成2年）から2008年（平成20年）まで18時20分開始となっていた（併用日以外は一部年度を除いて18時）。大学野球が長引いた場合は試合開始時間を遅らせる処置が取られている。このように学生野球のスケジュールが優先されてきたが、1985年（昭和60年）10月16日に阪神タイガースが21年ぶりのリーグ優勝を決めたヤクルト対阪神戦の試合当日は、日中に予定されていた東都大学リーグの試合が延期される事態となった。これは前日から阪神ファンが球場前に多数詰め掛けたため、学生野球の試合を開催した場合の混乱を避けるべくなされた措置で、当球場始まって以来の異例のものであった。
現在でのスワローズ主催におけるデーゲーム開催は、学生野球の試合が組まれない3月、4月初旬、ゴールデンウィーク期間の平日の数日、6月に（2010年までは7月初旬）開催されている。かつての公式戦によるデーゲーム開催は、1991年の9月と2001年、2002年の4月に各2試合開催したのみだったが、2003年以降は前述の通り6月にもデーゲームが開催されるようになり、開催数が増加し、年に4試合から8試合程度になっている。2005年（平成17年）は6月4日、5日の東北楽天ゴールデンイーグルス戦、6月18日の西武ライオンズ戦（交流戦予備日）と7月2日、3日の中日ドラゴンズ戦をデーゲームで開催した。更に2006年（平成18年）には「F-PROJECT」の一環としてデーゲーム開催数の増加について大学野球側と折衝を行った結果、前年に引き続き6月3日、4日に加えて、従来の東都大学野球連盟のリーグ戦使用分であった5月3日、4日もデーゲーム開催（東都大学リーグ戦はナイター開催）に変更した。
2011年（平成23年）も東日本大震災による省エネ・節電の対策により4月の公式戦・ヤクルト主催試合の一部をデーゲームで行うことになり、東京六大学・東都大学両野球連盟の協力を得て、プロと同日開催である場合、学生野球の試合は1試合に減らし（それも午前9時開始）、プロ野球の試合を午後から開催できるようにした。
2017年（平成29年）は5月3日・5月4日の阪神タイガース戦をデーゲームで開催することにし、これに伴い、本来であれば上記の木・金曜日（および東京六大学連盟が使用しない火・水曜日）のデーゲームを基本使用日としている東都大学野球連盟のリーグ戦は、5月1日・5月2日（3回戦にもつれたり、雨天延期が生じた場合は5月5日に予備日を設定する）の月・火曜日に前倒して開催を行った。
アマチュア野球とプロ野球が同日に開催される場合、観客は通常入れ替え制とするのが原則（アマチュア野球の観客がすべて出場してから、プロ野球の観客を入場させる）。ただし、曜日・注目カード・優勝決定等の理由で入場待ち列が長くなり、神宮外苑内に並ばせる余地がない場合は試合中に主に外野席から優先してプロ野球の観客を入場させることがある。アマチュア野球で外野席を開放するのは原則東京六大学リーグ戦のみ。
下記にその一例（六大学野球・東都大学野球の双方で例外入場歴あり）を示す。
- 1997年（平成9年）9月28日 - ヤクルトの優勝がかかった試合・日曜日などの条件が重なり、さらには隣接する国立競技場でサッカーフランスワールドカップ予選の日韓戦が行われており、神宮周辺は史上最高の人出と言われるほどにまでなったため、外野自由席の客を東京六大学の試合中に入場させた。六大学野球でも高橋由伸（当時慶大4年）が1968年（昭和43年）田淵幸一（当時法大4年）の持つリーグ戦通算本塁打記録を更新する可能性があり、こちらも多くの集客があった。高橋はヤクルトファンで埋まったライトスタンドにホームランを打って記録を更新している。
- 2007年（平成19年）10月7日 - ヤクルトの大功労者である古田敦也の引退記念試合であり、日曜日ということもあって早朝から多数の観客が詰めかけたため、東京六大学の試合中に入場させた。

上記のようにファンサービスの観点で、学生野球が組まれていない時期にもデーゲームが行われることがあるが、これまで8月の開催については暑さ対策のためデーゲームとはしなかった。2013年以後は、8月にも17時開始の薄暮開催の形でデーゲームをする試合が増えている。なお2018年は4月から6月に昼間開催を行ったほか、6月30日と7月1日には17時からの薄暮デーゲームを実施した。それ以後はすべて18時以後のナイターとなり、夏季薄暮を含めたデーゲームは行われない。

## 施設概要

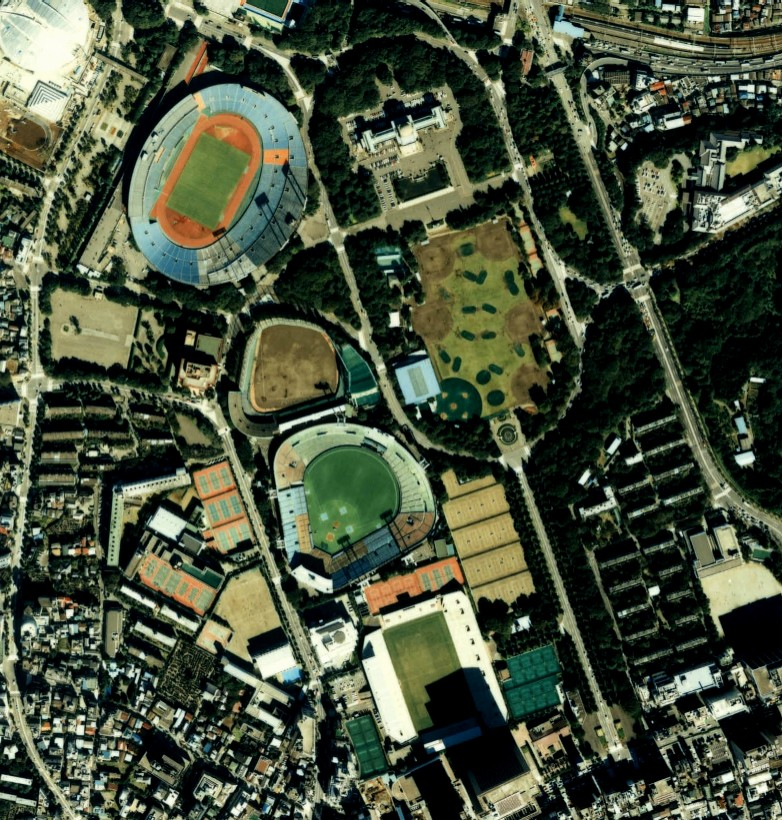
神宮球場の空撮写真（1989年撮影、国土交通省提供）

### 明治神宮野球場

#### 球場データ
- 所在地 - 東京都新宿区霞ヶ丘町3-1
- 竣工 - 1926年（大正15年）10月
- 収容人数 - 30,969名（うち車椅子席17席）
- グラウンド面積 - 12,659m2
- 両翼 - 97.5m, 中堅 - 120m, 左右中間 - 112.3m
- 外野フェンスの高さ - 3.3m（ラバーフェンス1.8m＋金網フェンス1.5m）
- 内外野 - 全面透水性モノフィラメント・ロングパイル人工芝（住友ゴム工業製 ハイブリッドターフExciting）
- スコアボード - 全面フルカラーLED式2基
  - メインスコアボード - 東芝ライテック製 スーパーカラービジョン、表示部大きさ: H 12 × W 27.2m、面積: 326.4m2、1,170インチ相当。
  - サブスコアボード - 東芝ライテック製 スーパーカラービジョン、表示部大きさ: H 3.6 × W 6.4m、面積: 23.04m2、289インチ相当。

#### グラウンド
1967年（昭和42年）から2007年（平成19年）までの公称は両翼91m、中堅120mで、グラウンド面積は12,525m2。野球場研究家の沢柳政義によれば左中間は112.3m、右中間は112.2m。この広さは1967年の改修当時において標準的なものであったが、1980年代後半以降から日本各地で公認野球規則2.01（両翼は約99.1m、中堅は約122m）に合わせた球場が増えたために相対的に狭くなった。特に両翼は拡張される前の時点でプロ野球の本拠地球場としては最も距離が短く、そのためにファウルポール際の打球は詰まった当たりや低いライナーなどが容易にスタンドインしてしまうことが目立っていた。これを改めるため、2007年オフには改修に着手、両翼の距離は97.5mに拡張された。この際は101mに拡張したと発表されていたが、2013年オフに耐震工事開始前の測量を行った際に誤りだったとされ訂正された。ただしそれ以前から97.5mとする資料も存在する。
拡張されて両翼97.5m、中堅120mとなったがこの数値は他のプロ野球の本拠地球場と比較すればまだ狭い。また左・右中間から両翼にかけて拡張された面積は僅か134m2でフェンスは直線となっており、東京ドームに似たような広さ・形状となっている。ファウルゾーンはバックネットが直線状であるためダッグアウト前がやや広め。外野側ファウルゾーンには2組の屋外ブルペンがあるが、プレイングフィールド内にブルペンがあるのは日本プロ野球12球団の本拠地球場で神宮球場が唯一。ブルペン側のスタンド下にはダッグアウトと別にリリーフピッチャー用の控え室が用意されている。グラウンドは全面ロングパイル人工芝、ベース付近やマウンドなどにはアンツーカーを主に使用した土が敷かれている。
完成当初は両翼100 m、中堅118 mでグラウンド面積は13,566m2。内野がクレー舗装（黒土）、外野が天然芝であった。当時としてはかなり広大なものであり、東京六大学ではエンタイトルツーベースを“エンタイトルスリーベース”とするオリジナルルールを適用していた。1962年には東映フライヤーズの要請により、プロ野球開催時のみ左・右中間から両翼にかけてラッキーゾーンを設置した。設置時の両翼は91.4m。1965年には前年の東京六大学の試合において、外野手がコンクリートフェンスに激突して怪我を負った事故の対策としてラッキーゾーンが固定式になり、他のコンクリートフェンスの内側にも金網フェンスが付けられた。さらに1967年、ホームベースの位置を中堅方向へ8.5m移動し、内野スタンドと外野スタンドの両翼側を内側へ増築、外野スタンドの中堅部分を削る工事を行った。この工事により両翼が91m、中堅が120m、外野フェンスの高さが1.8mとなり、当時としては標準的な広さとなった。ラッキゾーンは廃止されたが危険防止用の内側金網フェンスは存続、のち1970年に全面ラバーフェンスとなった。
1980年（昭和55年）、ファウルグラウンドにのみ人工芝を敷設してテストし、1982年から全面透水性人工芝化。日本初の透水性人工芝と謳われた。マウンドなど土の部分は当初黒土のままであったがまもなくアンツーカーへ変更された。その後、1988年・1993年（内野のみ）・2003年（内野のみ）・2008年と張替えを行っている。ロングパイル人工芝となったのは2008年からで、それに合わせ人工芝下の舗装と暗渠も全面改修され、古くなった人工芝は隣接の第2球場に使われた。なお過去にも当球場で使われた人工芝は戸田球場や第二球場、東京大学のグラウンドで再利用されている。1995年（平成7年）には人工芝の導入により増加していたエンタイトルツーベースへの対策として、ラバーフェンスの上部に1.5mの金網フェンスが追加され、全体で3.3mとなった。

#### スタンド
完成当初の収容人員は29,000人で、外野スタンドは芝生席（収容人員約20,000人）、内野スタンドはベンチシート（収容人員約9,000人）。バックネット裏最上段には貴賓席が設けられた。景観に配慮された設計となっており、貴賓席からレフト場外にある聖徳記念絵画館全体が見えるように高さを調整するため、外野スタンドは内野スタンドに比べ小さく、傾斜も緩くなった。58,000人収容となる1931年の増築ではそのまま外側に継ぎ足すように行われ、内野スタンドと外野スタンドの奥行きが同程度となった。傾斜に関してはそのままとなったため内野スタンドの外野寄りは、外野席側にやや傾きのあるようになった。スタンドの増築分の下にはコロッセオをイメージしたアーケードが作られたが、バックネット裏の球場正面部分は増築されずそのまま残された。
東映フライヤーズが使用を開始した1962年（昭和37年）には球場正面部分も増築し、2階席が作られてその下に貴賓席や放送席が設けられた。1967年（昭和42年）の改修ではスタンドの傾斜の見直しと共に座席の前後幅を広げ、背もたれ付きの個別座席も設けられるようになった。その後は断続的に日本人の体格向上に合わせる座席の更新を行ったため収容人数は減少し、1998年（平成10年）には公称が45,000人になった。2000年代には収容人数を実数の36,011人と訂正、さらに外野スタンドを削った2008年（平成20年）の改修で収容人数は35,650人となった。なお2008年の改修ではバックネットも鋼製から繊維ネットに張り替えられた。2011年（平成23年）にはボックス式のテーブルシートのPontaドリームシートが設置されて収容人数は35,429人となり、2012年にもPontaペアシートが増設され収容人数は35,133人に、2013年にもセブン-イレブンデッキシートが設置されて収容人数は34,572人となった。その後改修工事に伴い2015年は34,092人、2016年は31,941人、2017年は31,828人、2018年は31,805人、2021年現在は神宮球場公式ホームページによると30,969人となっている。前述の特別シート及び外野席の中・後席を除いて同じ折り畳みの背もたれ付き。かつては内野席入口で座布団の有料貸出しがあった。
プロ野球の本拠地球場としては延床面積が狭いなどやや施設面で欠点を抱えている。球場外の通路が駐車場として使用されており、試合終了後は観客の通行に支障が出る場合もある他、スタンドの面構成も適切とは言えないものとなっている。1967年（昭和42年）の改修で増設されたスタンドの前方（下段）は内野席、外野席とも傾斜が緩く（中堅部分になるにつれ解消される）、特に外野側（ヤクルト試合時の外野指定席）の一部では、前の客の頭でグラウンドが見えづらい席もある。一方、スタンドの後方（上段）は勾配のある造りとなっているものの、段差が不規則であることから、席により観戦のしやすさはかなり異なる（特に内野寄りにある外野席のはね上げ式座席部分）。選手用のスペースも小さく、クラブハウスと球場との行き来の際は内野スタンドと外野スタンドとの間にある通路から入り、ここからベンチへはグラウンド内を歩いていく。試合前や勝利後はファンとの触れ合いが見られる一方、連敗や惨敗した日は観客からの罵声や野次が飛び交い、時には物が投げ込まれるなど特にビジター側の選手にとっては「つらい移動」と呼ばれている。試合後の移動では取材陣がコメントを取るために監督や選手を囲んでいる様子が見られる（いわゆるぶら下がり）。なお、スワローズの選手は通路とクラブハウスの間は原則として地上を歩いて行くが、地下道もあって選手の移動に支障がある場合に使用される。この地下道は荒木大輔が入団時、ファンに囲まれて身動きが取れなくなるのを避ける為に設置されたため、通称「大輔トンネル」もしくは「荒木トンネル」と呼ばれている（燕太郎は荒木トンネルで生まれたという設定）。ビジター側は通路とクラブハウスが陸橋で繋がっている。
1・3塁のスタンドには、大学野球の応援用に使用するパネルを設置するための金具が設けられている。2011クライマックス・セ1stステージのヤクルト対巨人戦（10月29日 - 10月31日）は、早慶戦と日程が重複したため、慶応の応援団が陣取る3塁側の応援パネルが撤去されずそのままの状態で飾られた中で試合が行われた。
スタンド命名権
東京ヤクルトが主管する試合において、一部スタンドに命名権が採用されている。
- 伊藤忠プレミアシート（1・3塁側）　命名権協賛：伊藤忠商事
- マイナビシート（同）　マイナビ
- ジャックロート応燕シート（1塁側）・ジャックロートシート（3塁側）　ジャックロート
- アストロラボDX応燕シート（1塁側）　アストロラボ
- カーコンシート（3塁側）　カーコンビニ倶楽部
- TEKNOSシート（ホーム側・ビジター側）　千住
- パラマウントベッドシート（同）　パラマウントベッド
- KANSEIスカイシート（同）　菅清工業
- プリマの香薫（こうくん）シート（ホーム側）　プリマハム
- 奥アンツーカシート（ホーム側・ビジター側）　奥アンツーカ
- ポスタスシート（ホーム側）　ポスタス
- 環境ステーション応燕シート（1塁側）・環境ステーションシート（3塁側）　環境ステーション
- セブン-イレブンデッキシート（ホーム側　テーブル式とカウンター式あり）　セブン-イレブン・ジャパン
- SEDIAシート（ホーム側・ビジター側）　渡辺パイプ
- 伊藤忠SDGsシート（ホーム側　テーブル式とカウンター式あり）　伊藤忠商事
- ファミマボックスシート（ホーム側）　ファミリーマート

禁止事項
周辺住民に配慮し太鼓を叩いての応援は原則的には禁止。また2009年5月よりジェット風船の使用を禁止している。当初はライトスタンドのみ禁止されていたが、新型インフルエンザの日本国内での感染拡大を受けて、他球場に倣い同年5月から使用自粛を呼びかけ、6月から球場周辺への風船ゴミ飛散防止と観客の衛生面への配慮を理由に全面禁止に移行した。

#### スコアボード

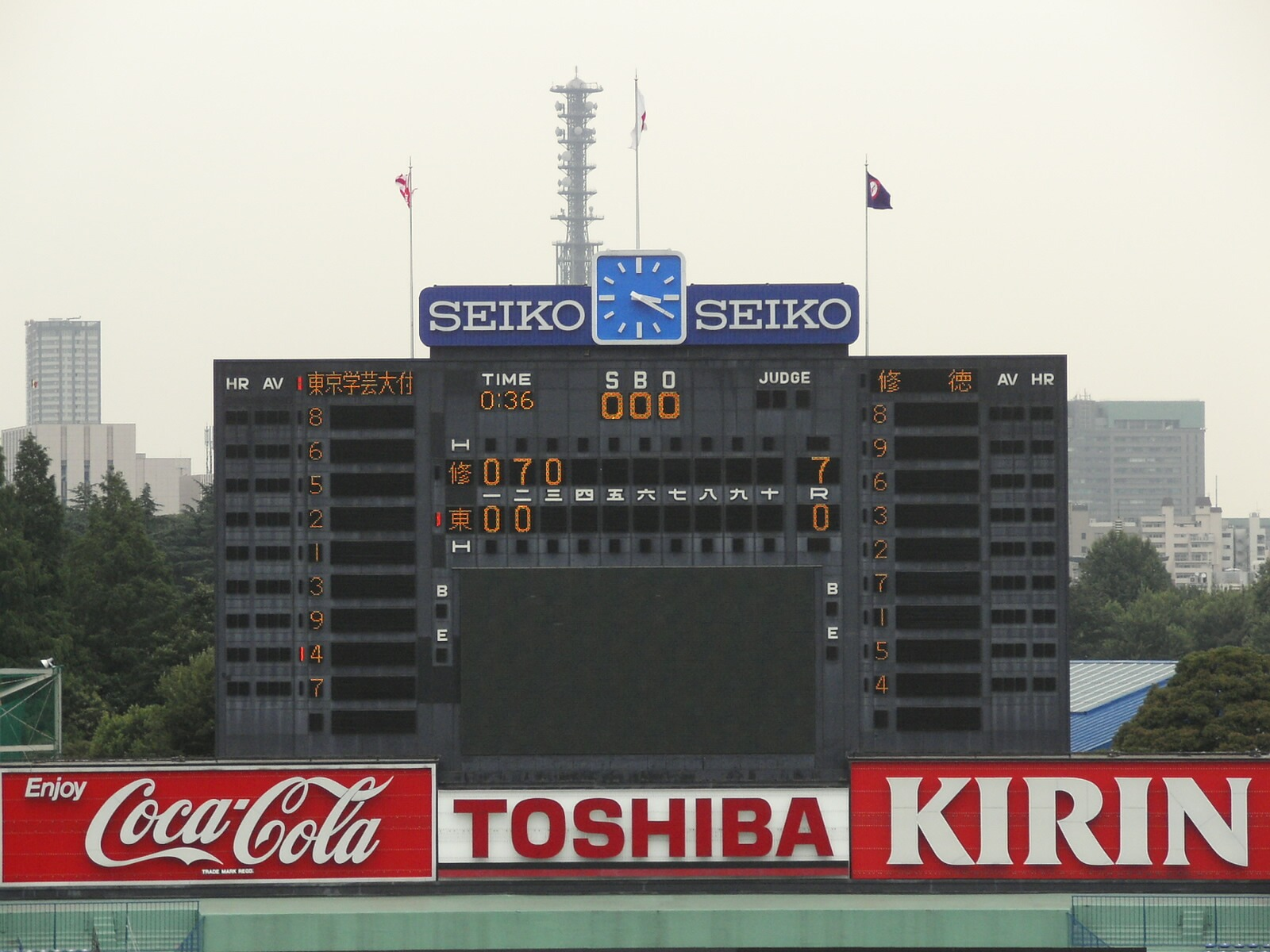
神宮球場 電光式スコアボード（2007年）

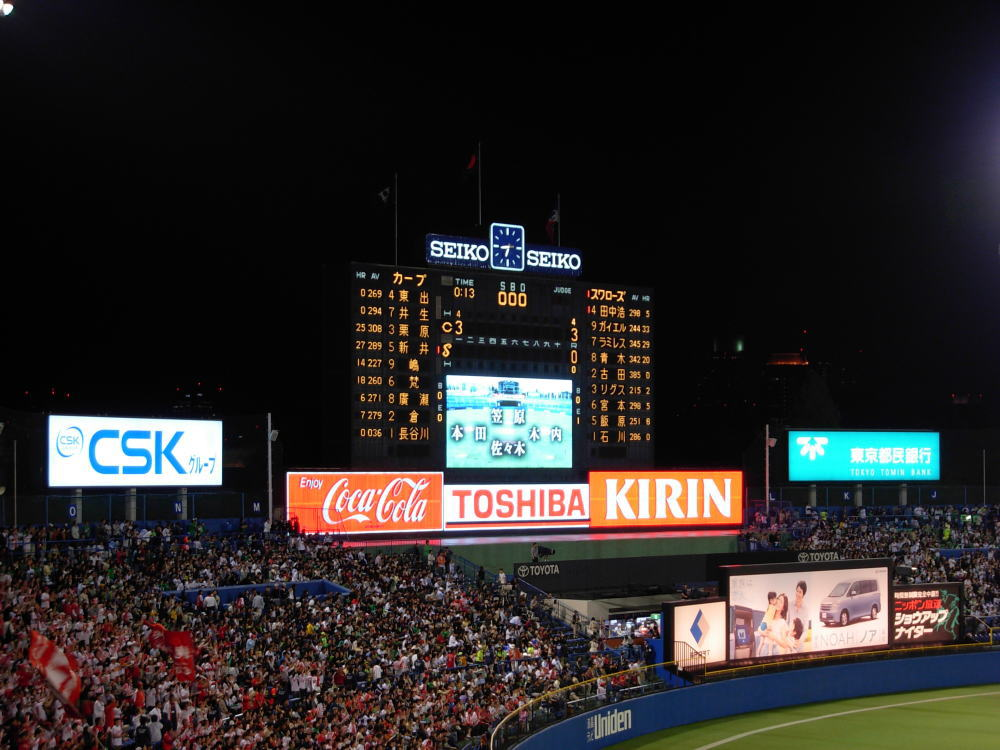
2007年当時のプロ野球開催時の表示。選手名表示部には出場各選手の打率・本塁打数を表示。審判名はイニング間に不定期で表示される（2007年10月7日・ヤクルト対広島最終戦にて）

外野観覧席背後に設置したスコアボードは、完成当初から得点表示部分は巻き取り式で、得点・カウントなどを遠隔操作で自動的に表示できる、当時としては近代的なものだった（選手名表示部はパネル式）。1931年の拡張工事で得点表示部は延長15回まで、それにヒットやエラーなどを表示する装置も付けられた。 1980年（昭和55年）には電光化、次いで1995年（平成7年）に高輝度放電管に置き換わって、フリーボードがスーパーカラービジョンとなりフルカラー化された。さらに2008年（平成20年）にはLEDによる全面フルカラーフリーボードとなった。屋外野球場としては国内最大規模の表示面積を誇る。映像表示時は画面アスペクト比16:9ワイドサイズのデジタルハイビジョンに対応している。電光化以降、独特の表示方式を用いており2008年の全面フリーボード化以降もこの方式がCGによってほぼ踏襲されている。特色として以下の点があげられる。
- 大時計及び両端の広告のレイアウトはかつて存在した後楽園球場および大阪球場と同じSEIKO製。広告主がない時期は「JINGU」「STADIUM」と表記している。
- 電光化されたと同時に選手名表示部には出場中の全選手の打率・本塁打数を表示することができた。当時のプロ野球本拠地球場で打席に立つ選手以外の成績も常時表示していたのは唯一であった。2007年までは両チームとも常時表示していたが、全面LED化後から試合中は広告スペースとなり現在打席に立つ打者の成績のみをスコアボード上部に表示している。東京六大学野球では顔写真、プロフィールを表示。選手の登録名に従って旧字体はそのまま表示される。また指名打者制に対応するため選手名の枠が10名分あり、指名打者制がない場合でも空欄の枠が表示されている。また、2008年からはデーゲームとナイトゲーム文字のカラーレイアウトを変更、デーゲームでは新しい表示方法として選手名を白文字・打順など表記を橙文字、ナイトゲーム（なお、デイゲームでも延長などで18時を過ぎるとナイトゲームレイアウトに変更される）ではその逆で従来のスコアボードのレイアウトを継承し、選手名を橙文字、打順など表記を白文字とし、それぞれ視覚性の向上を図っている。有料試合でも夏の高校野球東東京大会では準々決勝まではポジション番号のみで選手名が表示されないことがある。
  - 電光化直後は選手名の表示部分が9名分しかなかったため、指名打者制を使用する試合では投手名をチーム名表示の箇所に、後に中央下部にあるビジョンの両端に表示されていた。
- 得点表示部には各イニングの得点と合わせて安打数も表示される。ただし写真にあるように高校野球等、一部ヒット数の表示がされない場合もある。その関係で通常は得点表示部の上に出すイニング表示が上下のスコア表示部の間にある。また総得点の右横に並べることの多いチームの総安打数は総得点の上側に表示される。エラー数はチーム全体で得た四死球の数と共に、普段何も表示されていない中央下部の両サイドに表示される。イニング表示は9回までで10回以後は一度表示をクリアした上で1回のところから表示する。この場合は最大18回まで表示できるが、規定以上の回は空欄となっている。
  - 電光化前はイニング表示が15回まで用意されていた。これは、東京六大学野球の引き分け規定が延長15回まで（一時期、場合により18回まで）であったためである。電光化直後は、9イニング分までしか枠がなかったため、延長10回時に「計」の部分（スコアが2桁となった場合の十の位の部分）を代用し、合計得点が表示できないでいたが、カラービジョン設置以後は10回の枠もあり、延長戦でも合計得点の表示が出来るようになった。
  - 巻き取り式の時代は1イニングの得点は最大9点までしか表示が出来なかった。このため、1969年5月27日に当球場で行われたアトムズ戦・6回において、阪神が達成した当時の1イニング最多得点・13点を直接は表示できなかったため、6回にとりあえず9点を表示し、残り4点分は10回表の欄に表示して間に合わせるという異例の事態があった。
  - カラービジョン前の1994 - 2007年は、東京ヤクルトスワローズのチームロゴ表記が「Ys」でなく「S」となっていた。また横浜ベイスターズ（1993 - 2007年）は星のない「β」であった。
カラービジョン後は大学野球（東京六大学、東都）リーグ戦でも各校ロゴ・マークでの表示となった。また同様に改修前オーダー上部のチーム名表示は大学野球開催時、東京六大学野球リーグ戦のみローマ字表記がされていた。（立教大学はユニフォームと同じ「RIKKIO」）
- ボールカウントはCGで信号灯を模して上部中央に表示している。その左横には試合開始からの経過時間とプレーの判定表示（H・E・Fc）がある。
  - 電光化以降は数字で表示していたが全面LED化時に変更となった。
- 映像は普段何も表示されていない中央下部のみで表示される場合と、全画面で表示される場合、スコア表示部分を含めた中間の大きさで表示される場合の3パターンがある。球速の表示も中央下部になっている。
- 審判名を常時表示する部分がなく、中央下部に適宜表示される。通常はダイヤモンドを模した図で表示されるが、大学選手権や神宮大会、日米大学野球のように、複数の連盟から審判が派遣される大会では、審判名の他に所属連盟が、横書き縦スクロールで表示される。
- スコアボードの中央下部には、東芝の広告スペースが設けられている（初期は同社のオーディオ機器のブランド「Aurex」であった）。電光化と同時に設置されたもので、当初はナイターの試合中に常時点灯していた。しかしホームベースからは投手の投球が見えづらいと選手から苦情が出され、試合前後とイニング間に限って点灯されるようになった。
- スーパーカラービジョン化以降は両端が自由表示による広告スペース（デジタルサイネージ）となった。明治神宮記念館やマイナビなどが日替わりで表示されている。

この他、バックネット裏2階席の屋根にサブスコアボードを1基設置している。メインと同じく2008年に全面フルカラーLEDフリーボードに変わり、映像表示が可能となった。またプロ野球の開催球場ではスコアボード上に5本のポールがあるのが一般的だが、当球場には3本しかない。セ・リーグ連盟旗を通常日本国旗が掲げられる中央に掲げ、代わりに国旗はサブスコアボード上のポールに掲げられている。

#### 広告
広告のある箇所はフェンスやバックスクリーン周辺など、プロ野球の本拠地球場としてはかなり限定されている。広告が最初に設置されたのは1969年（昭和44年）で、改修費用の捻出という目的があった。コンクリートのフェンスと金網フェンスの間に差し込む仕組みで、当初はプロ野球使用時のみに限定、大学野球開催時にも設置されるようになったのはこの年の秋から。
翌年にはラバーフェンスとなったため、ラバーに貼り付けられた。またこの頃にスコアボード付近（時計のある箇所の両サイドと、スコアボード下）の合計5箇所に広告が貼り付けられた。
1980年（昭和55年）の電光掲示板設置時には、その周辺のみではあるが電光看板広告を設置（その後1995年にスコアボード寄りの左中間・右中間スタンド最上段にも1枚ずつ設置）した。後楽園、横浜スタジアム、川崎球場、ナゴヤ球場、阪神甲子園球場、広島市民球場に続いてであった。
逆にフェンス広告は1981年に一度全て撤廃され、1990年代にはオールスターゲームで2013年（平成25年）オープン戦までの通常ネット裏スポンサーだったブリヂストン のスペースが使用できなかった為に一時的に掲示したケース以外は全く掲示を行なわなかった。この理由として当時の神宮宮司は「フェンスは芝生の延長であり、芝生に広告を出さないだろう」と語った。
その後再び老朽化した球場を含む神宮外苑のスポーツ施設の管理・維持捻出のため2000年代初期からベンチ付近に復活、2006年（平成18年）からは外野部分にも貼り付けられた。
2006年 - 2009年は外野側にヤクルト球団の協賛スポンサー・ユニデンの広告が集中的に貼り付けられていたが、ユニデンとの契約が切れた2010年から広告が減らされた。2010年は当初、左中間部分に明治記念館、右中間部分にはヤクルトミルミルの二つのみであったが、8月以降はヤクルト製品の広告が外野側に貼り付けられるようになった。2011年（平成23年）は左中間・右中間に一部ヤクルト以外のスポンサーの広告（ほけんの窓口・明治記念館、復興応援スローガン「がんばろう!日本」など。2015年からは新たに住友ゴム工業（「ダンロップ・エナセーブ」名義）も加わった）も掲示された。
また、バックスクリーンは回転板になる前から三菱自動車、NKホーム（旧：日本鋼管グループの住宅メーカー、すでに解散し現存せず）や東京スタイルの広告が両サイドに掲載されていた。1981年に回転板になってからは中央部分にヤクルト本社（1990年ごろまで）→トヨタ自動車（1991年ごろから2010年代前半）→オープンハウス（2010年代後半）→TEKNOS（2022年）、両サイドは左がフジテレビ・右はニッポン放送（2006年ごろからニッポン放送の箇所もフジテレビに変更されたが、2018年現在は左がフジテレビ、右は青山商事<「洋服の青山」名義>になっている）が掲載されており、両サイドも回転板を採用している。ただし2011年は節電対策と、バックスクリーン中央部のスポンサー・トヨタの広告自粛の影響のため、2021年はバックスクリーンの広告協賛のスポンサーが付かなかったため、中央部の稼動は中断した時期があった。
スコアボード本体については、2008年の改修実施後のフルビジョン化の実施に伴い、それまで選手の個々の打率・ホームラン数を表示していた箇所に広告が表示されるようになった。

#### 売店
バックスクリーン裏や内野、外野観客席裏に軽食や弁当類、カレーやラーメンなどを提供する店舗が多数入居している。なお、築地銀だこやサーティワンアイスクリームなど、複数のチェーン店の店舗も入居している。
アマチュア野球の開催が中心であった経緯から、他球場に比べてオーソドックスな出店形態であったが近年はプロ開催時を中心にオリジナルグルメも充実させている。東京六大学野球でも限定メニューを販売。売り子は、2017年まで男性による瓶ビール（紙コップに注いで）の販売も続いていた。自販機はヤクルト社を含めて缶、瓶製品以外を設置。また、ヤクルトスワローズを中心としたプロ野球グッズ（ポップコーン、ビニール傘等）を販売する売店が内外にあるほか、試合開催時には対戦チームのグッズを専用に販売する売店も設けられる。なお球場の構造上、観客が内野スタンドと外野スタンドを行き来することは出来ない（野球以外のイベントでは認められる場合がある）。2011年からは内野席の観客が外野スタンド内の売店を利用することが認められており、場外から再入場する形で行われている（直接の往来は不可のまま）。
2019年（令和元年）7月24日時点の明治神宮野球場

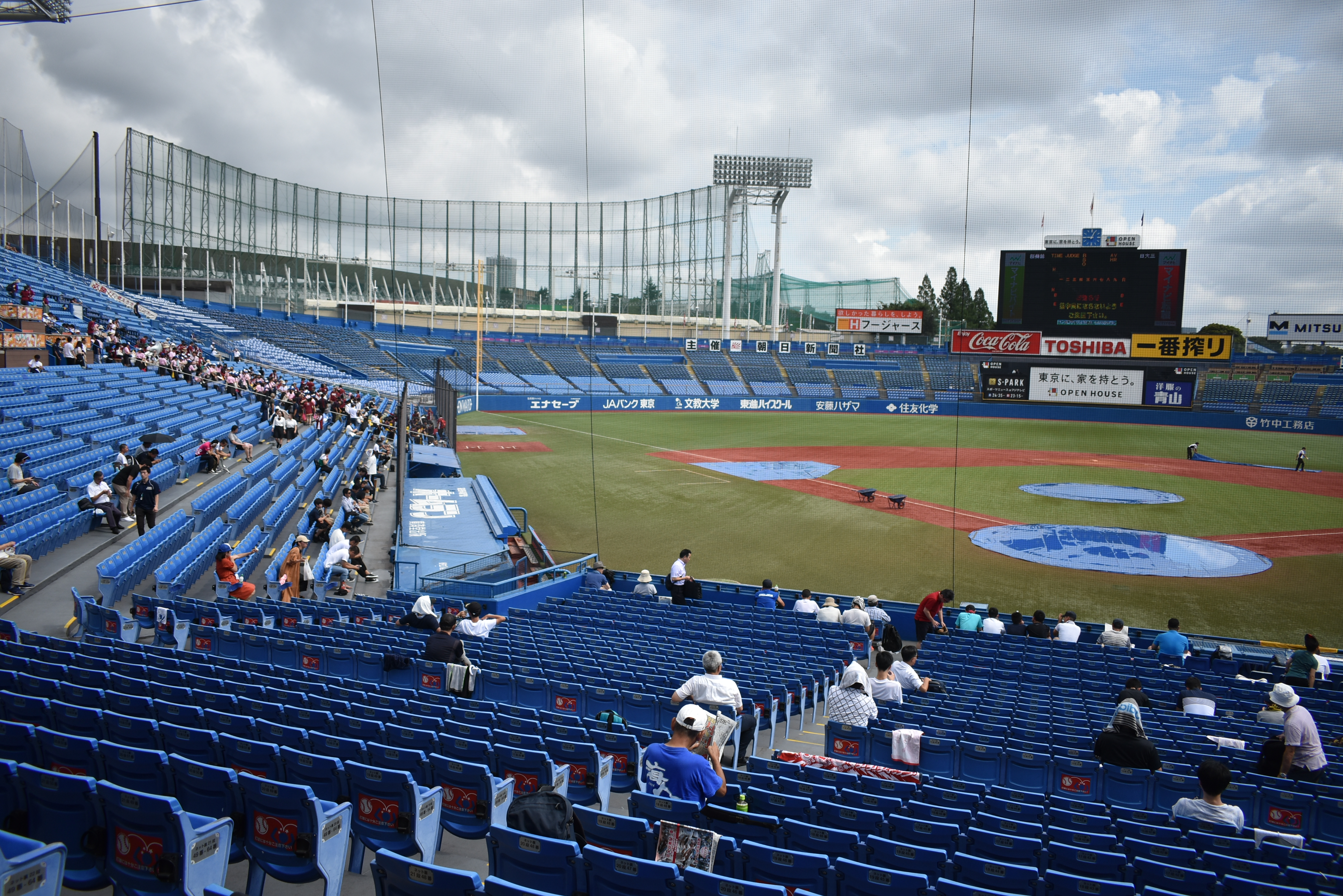
ネット裏よりレフトを見る
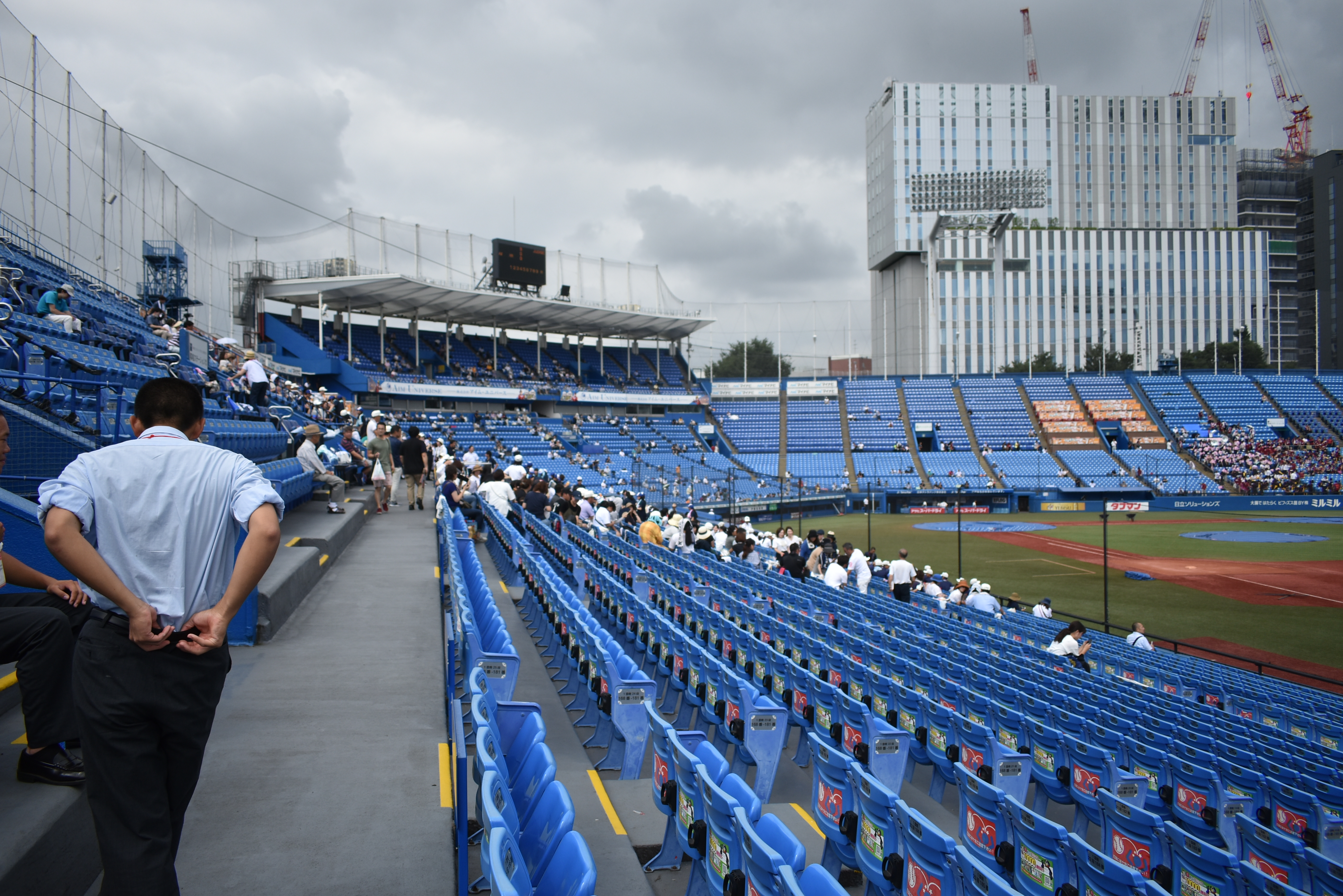
ライトよりホームを見る
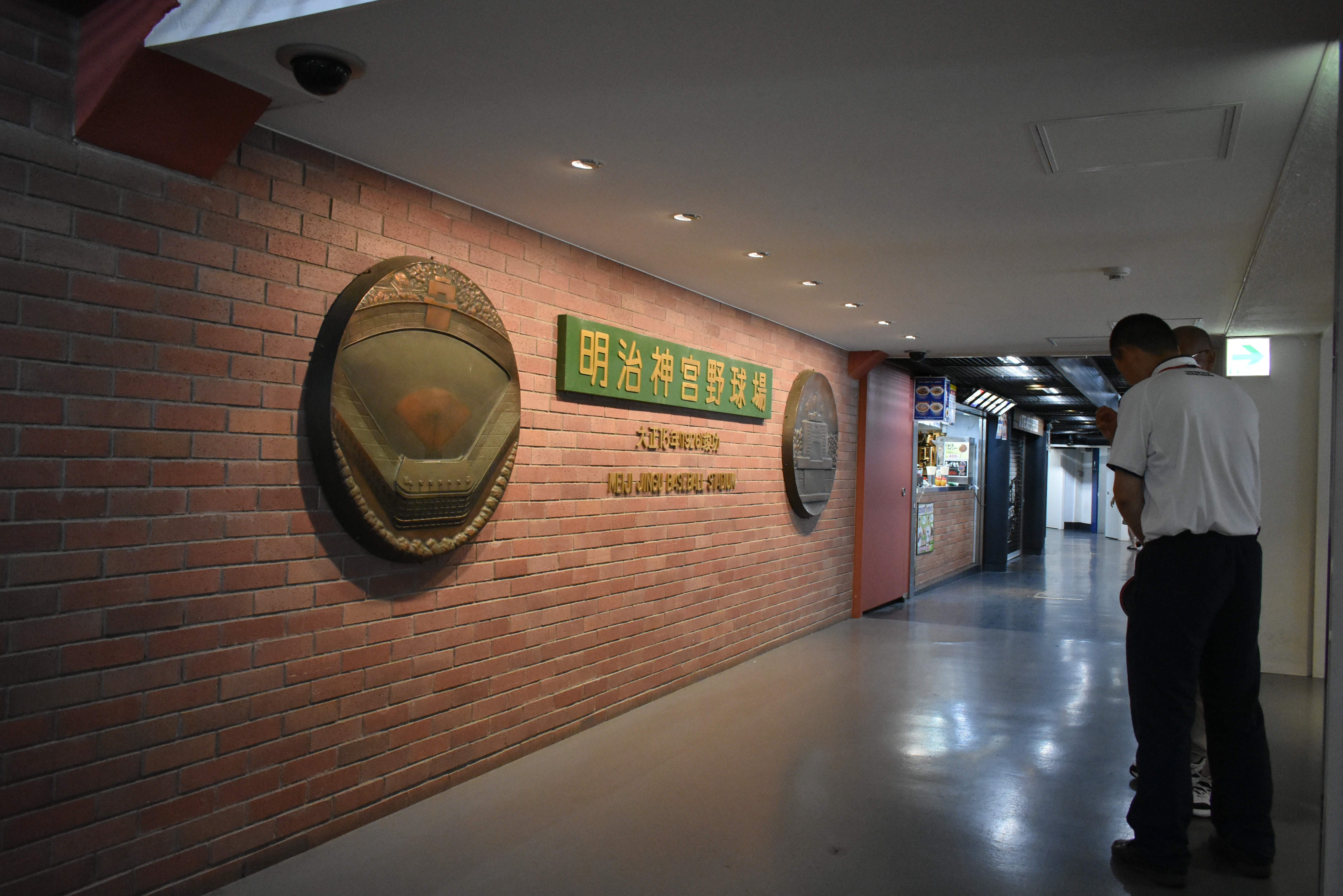
エントランスホール
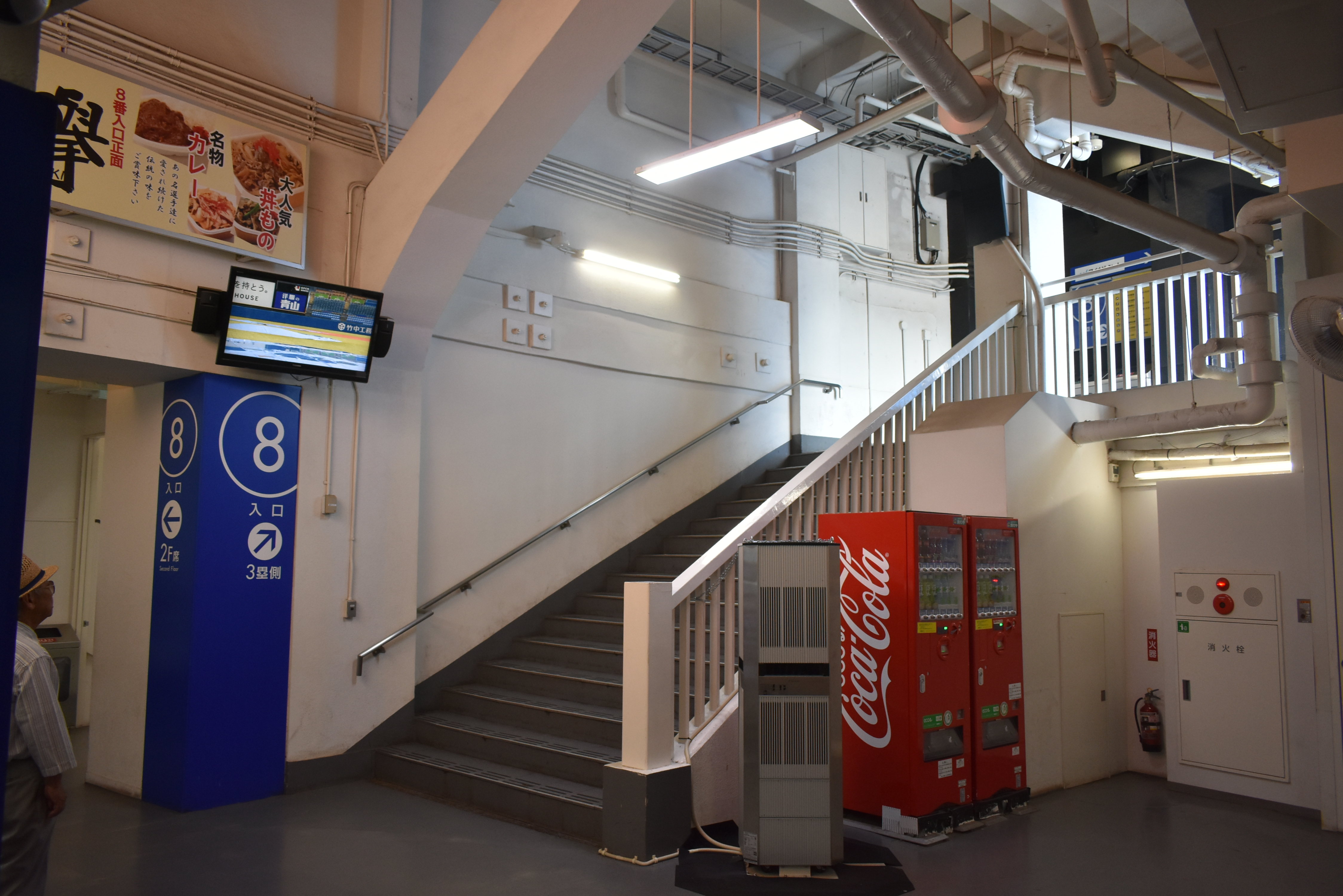
バックネット裏階段
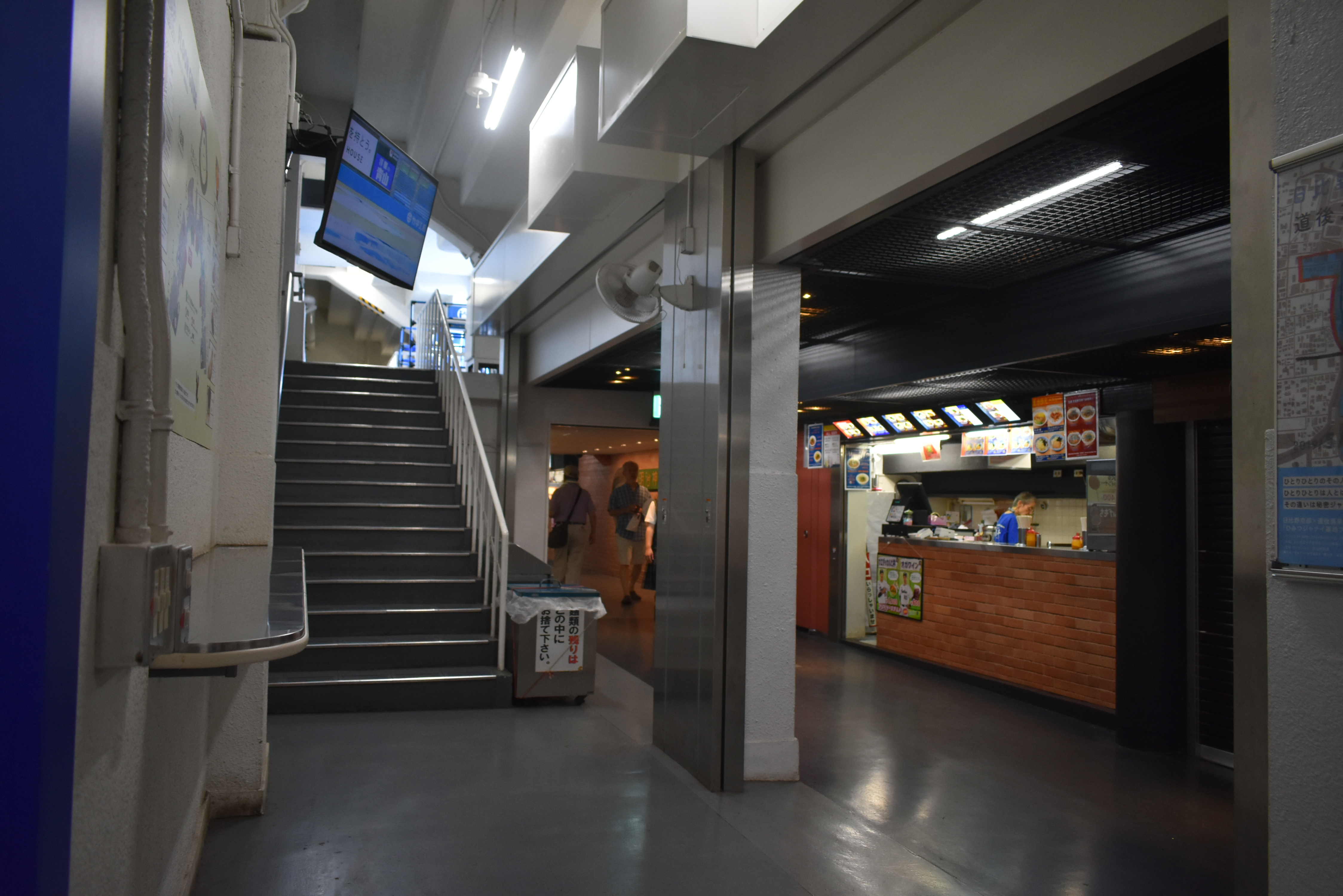
内野席階段
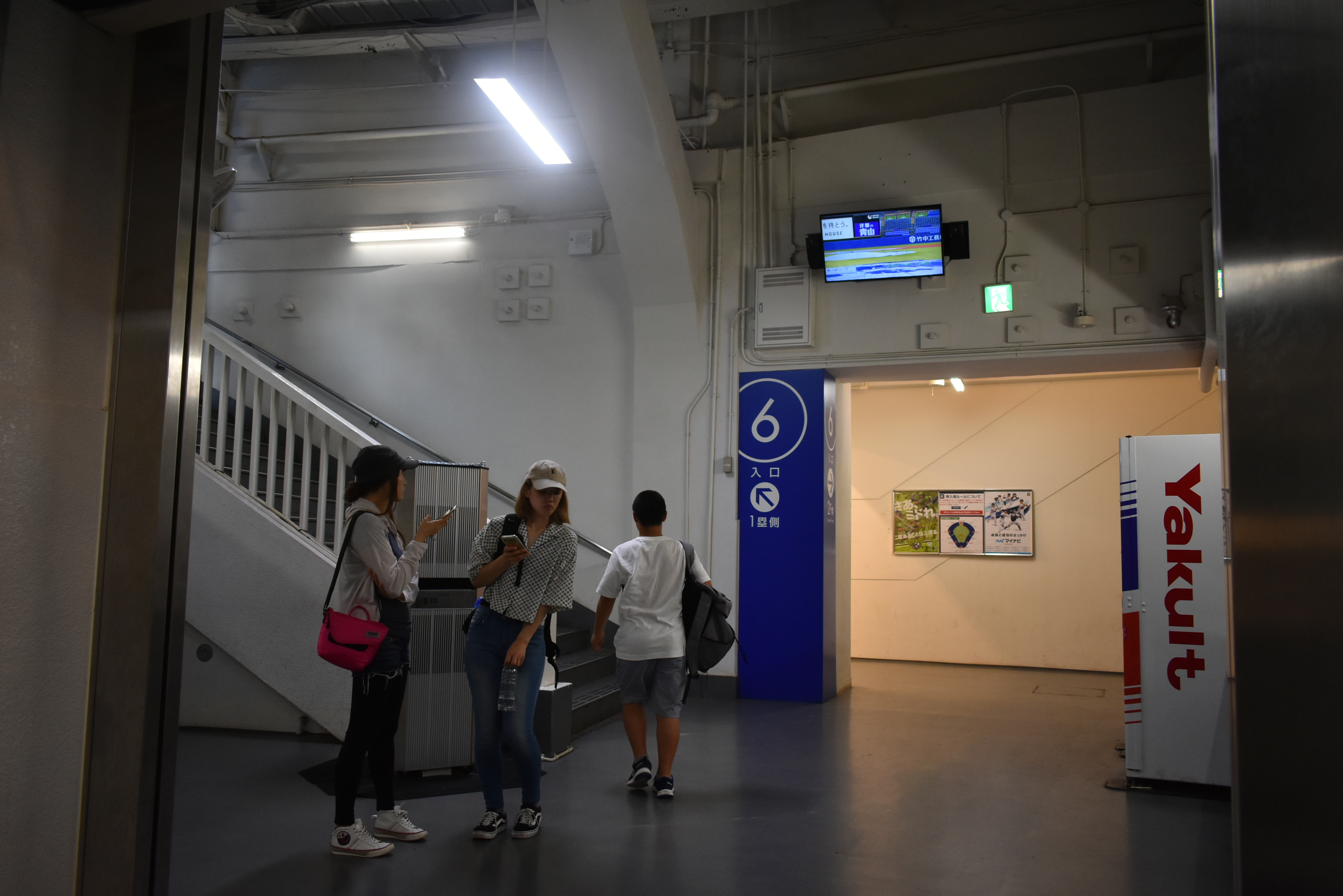
同左
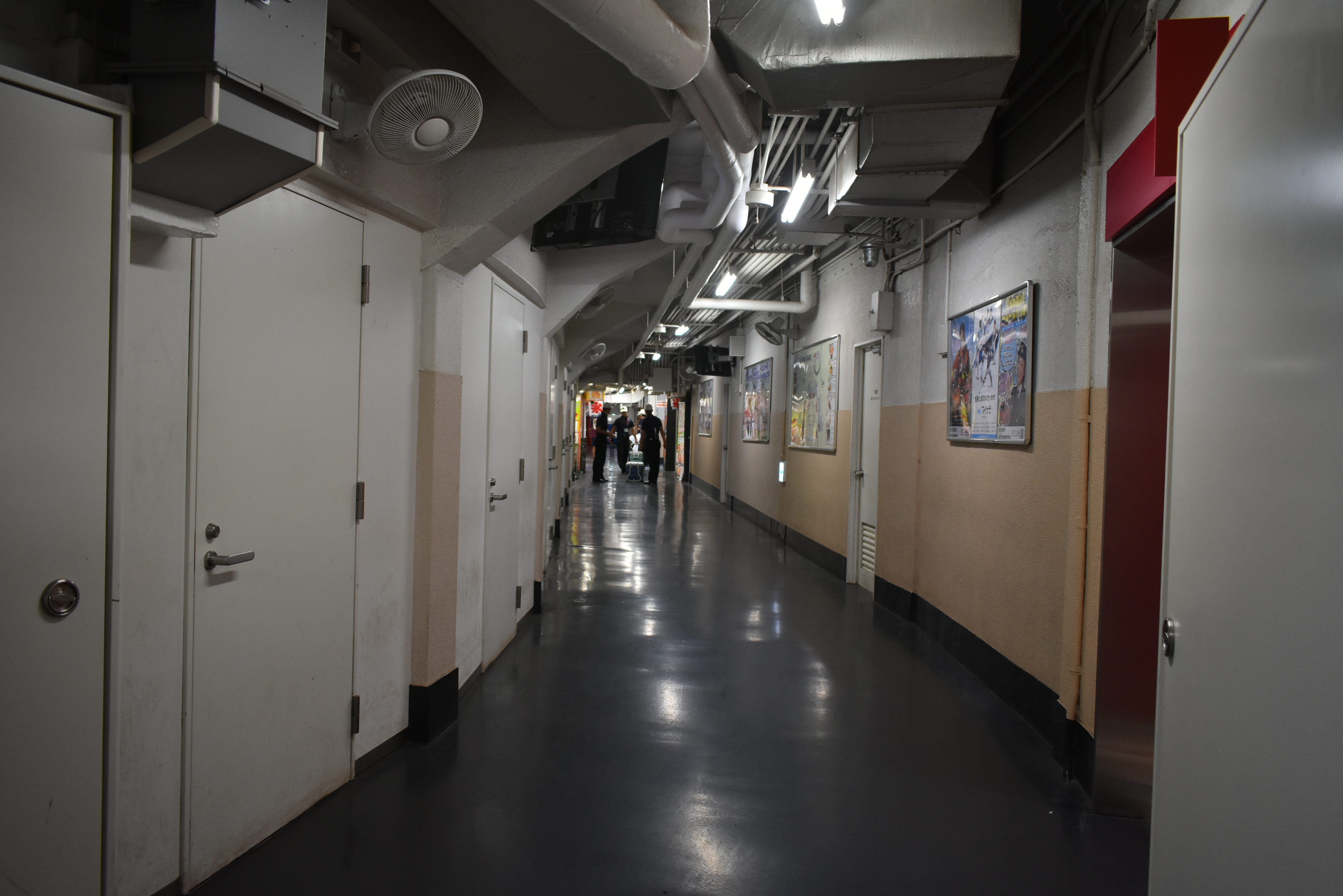
選手控室前廊下
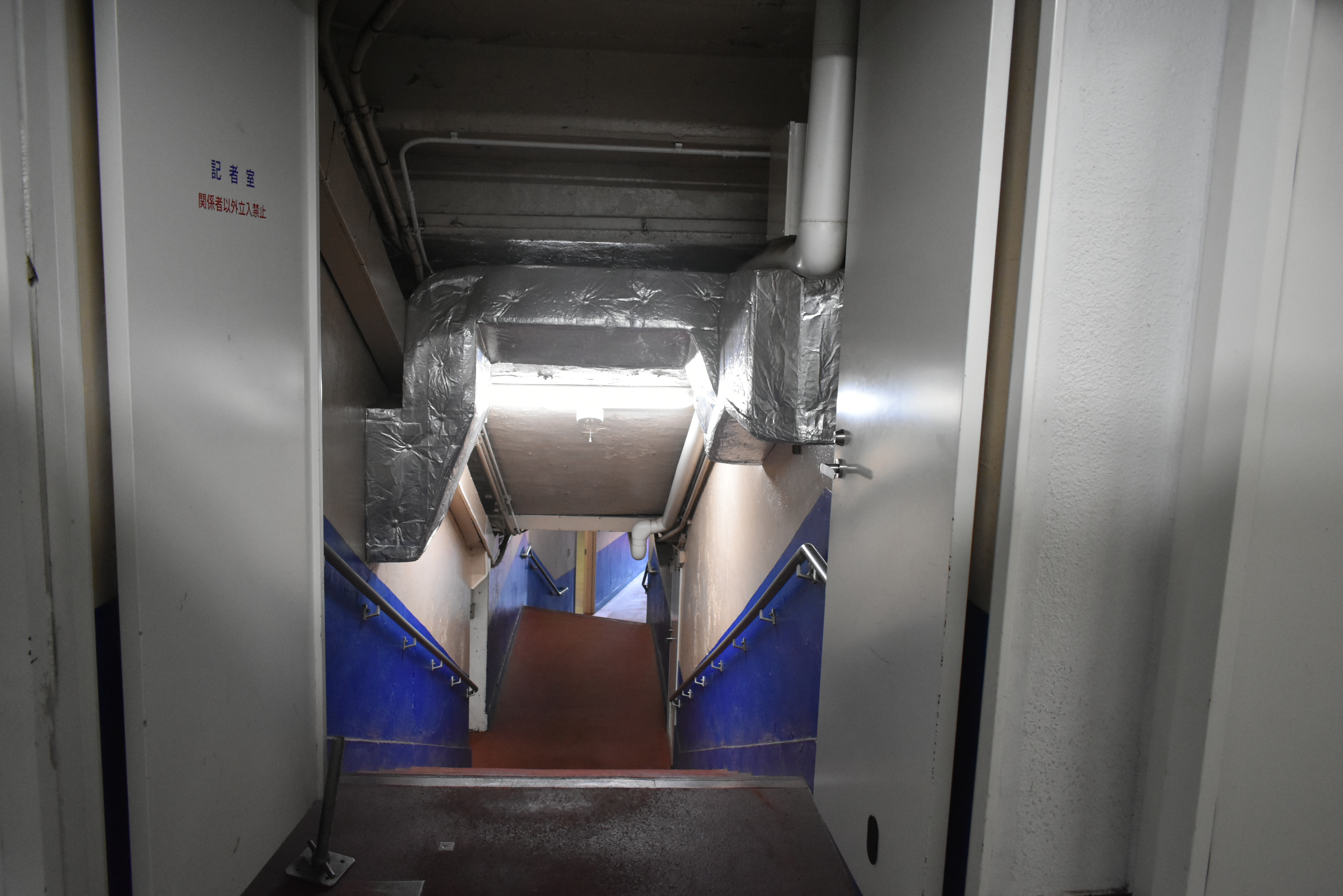
記者席通路
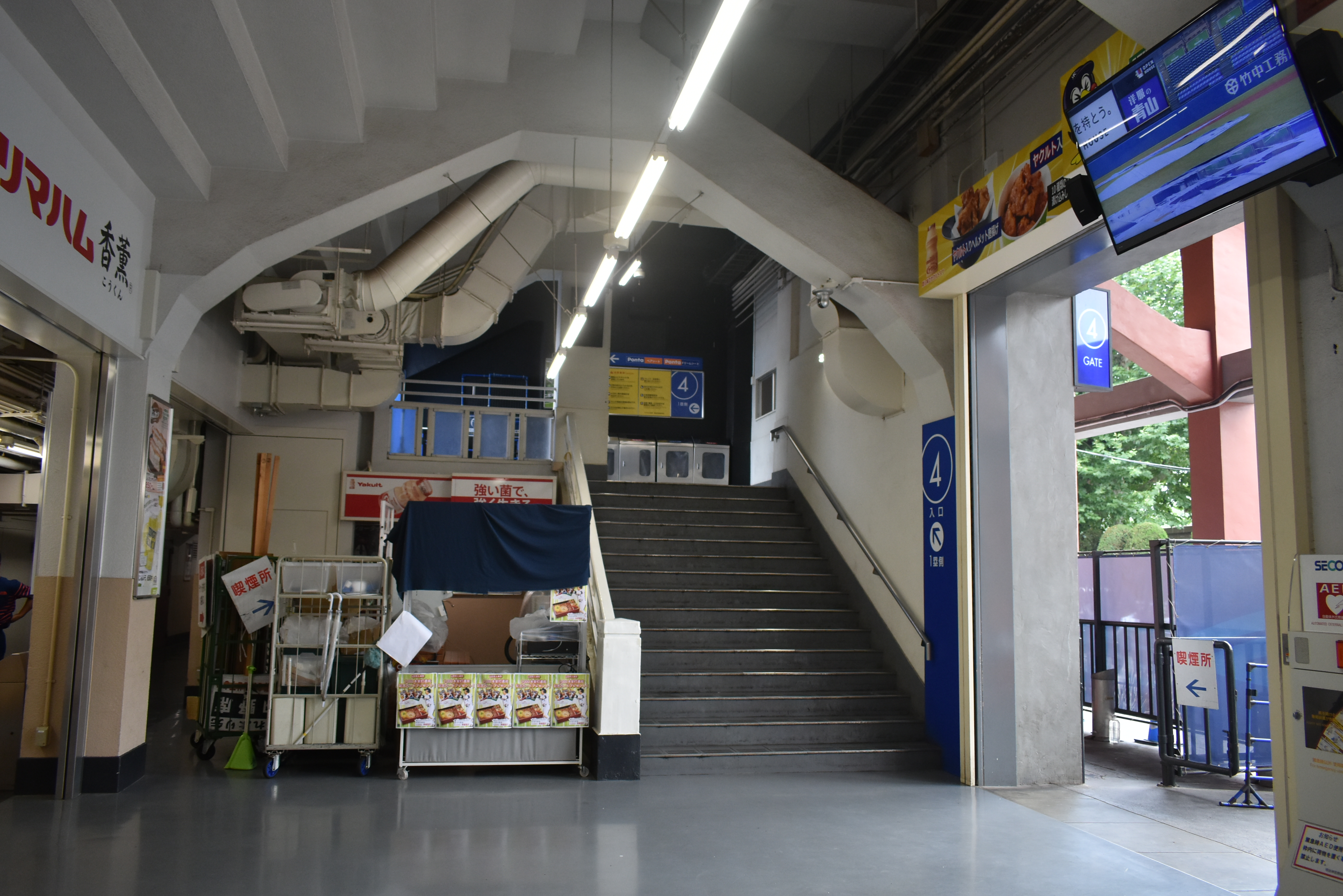
内野席ホール
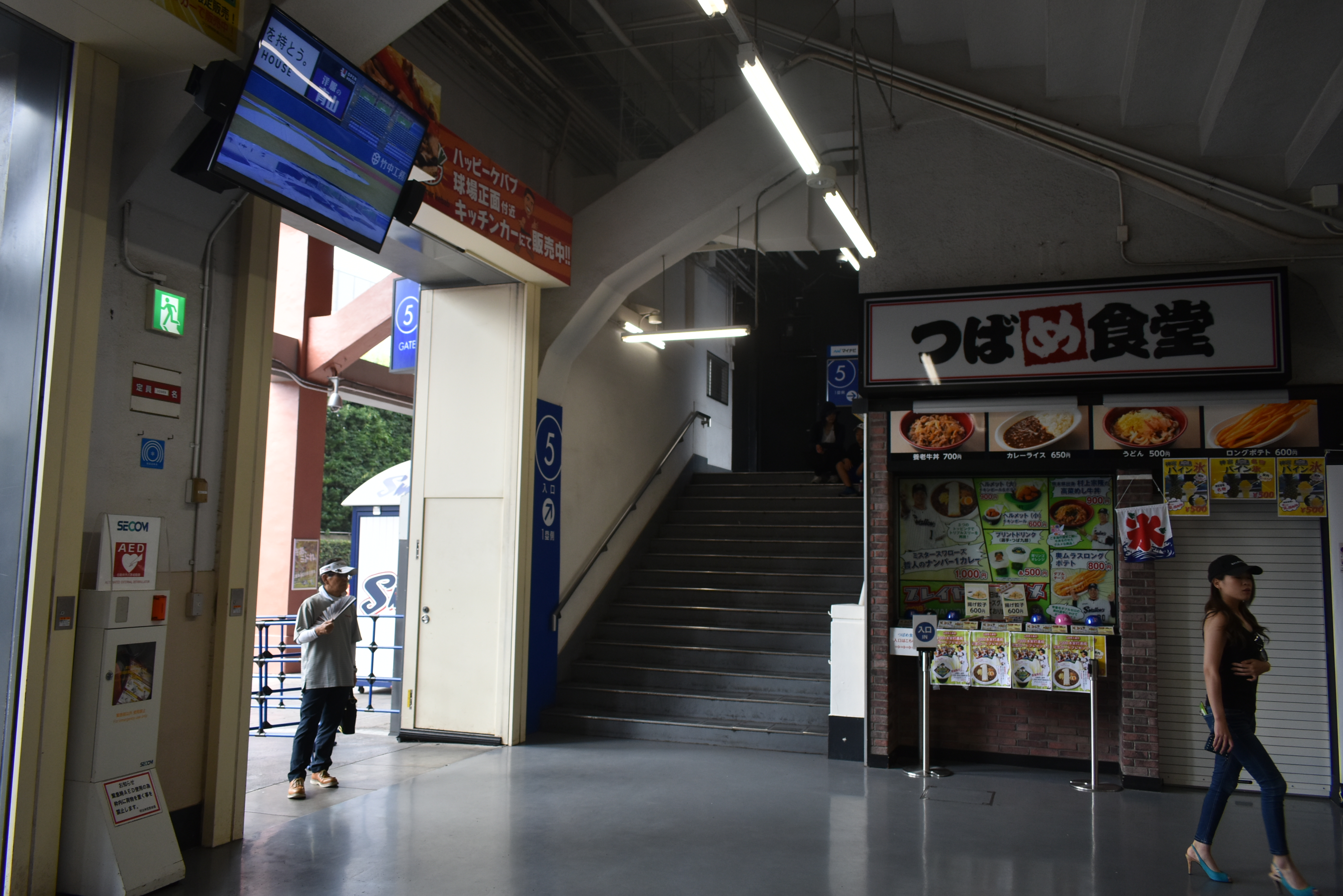
同左
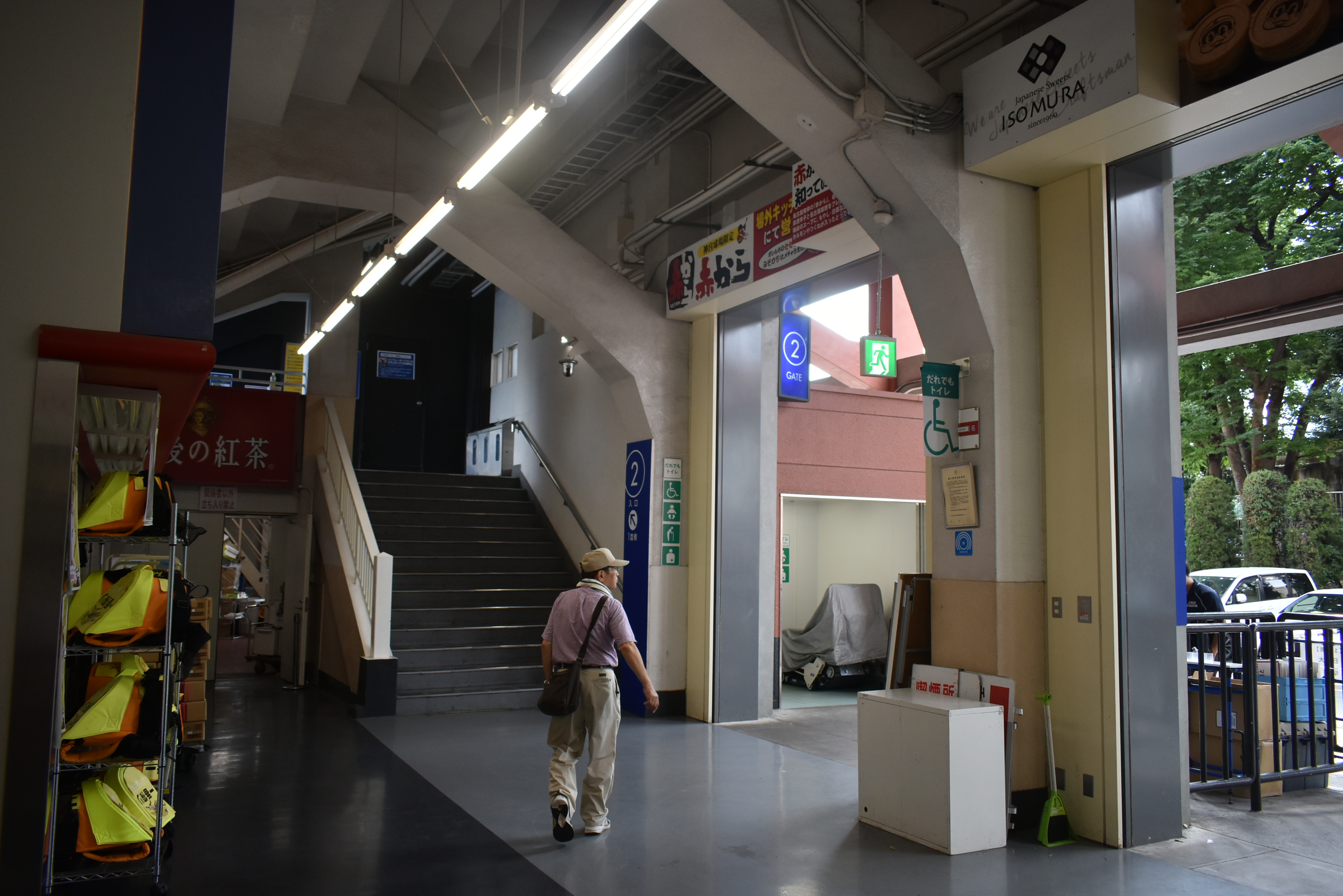
同左
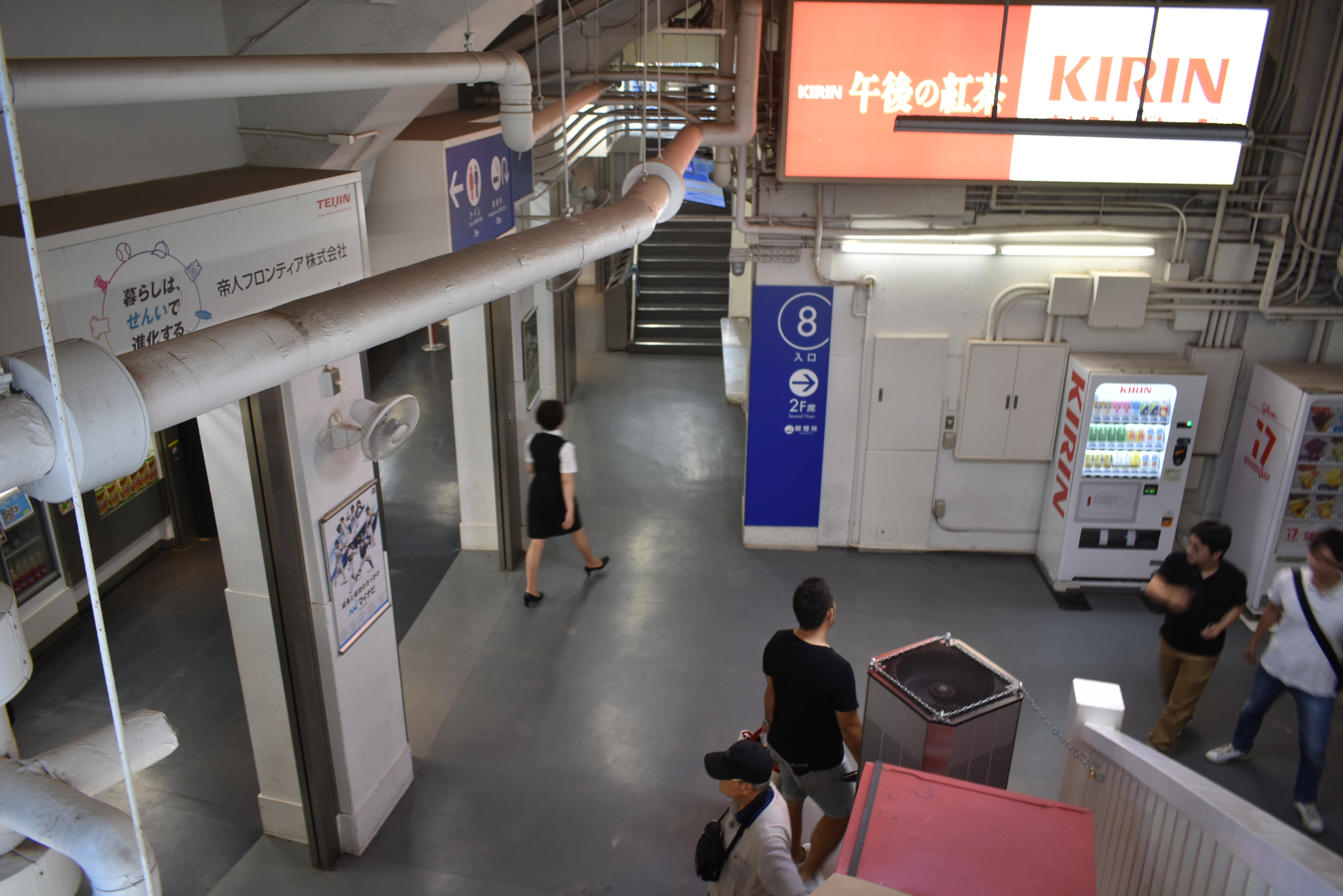
同左

### 明治神宮第二球場

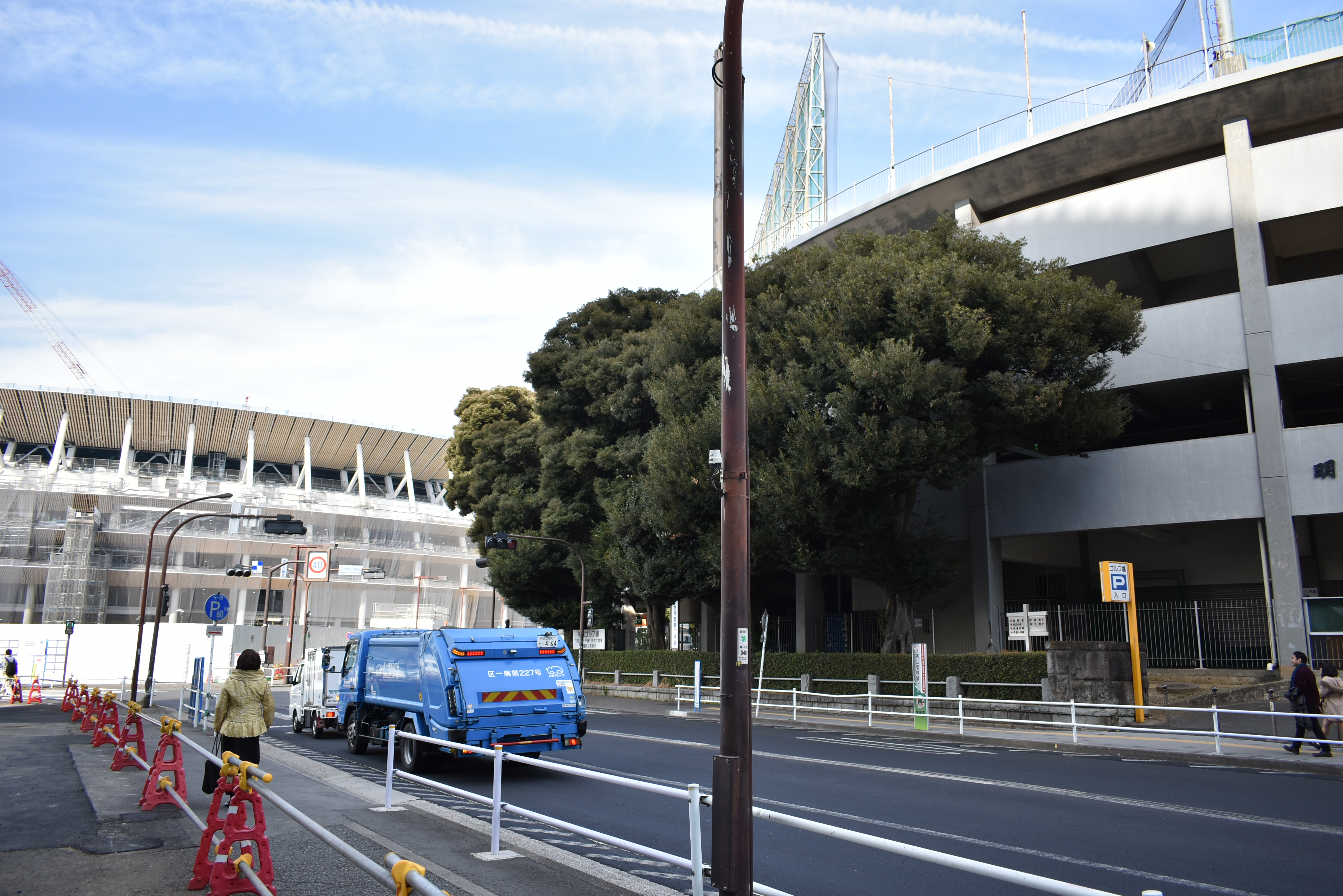
北側は工事中の国立競技場
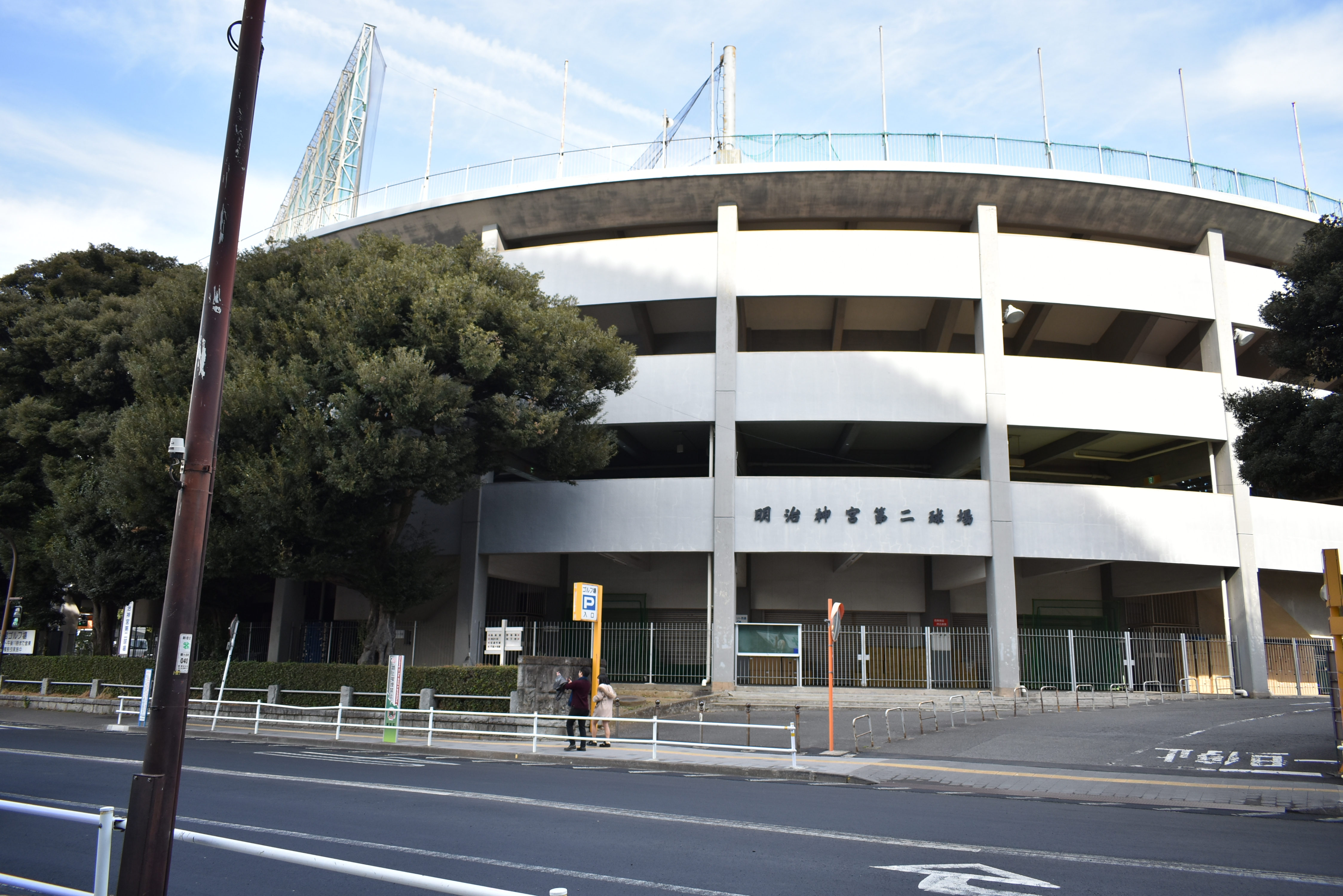
明治神宮第二野球場正面入り口
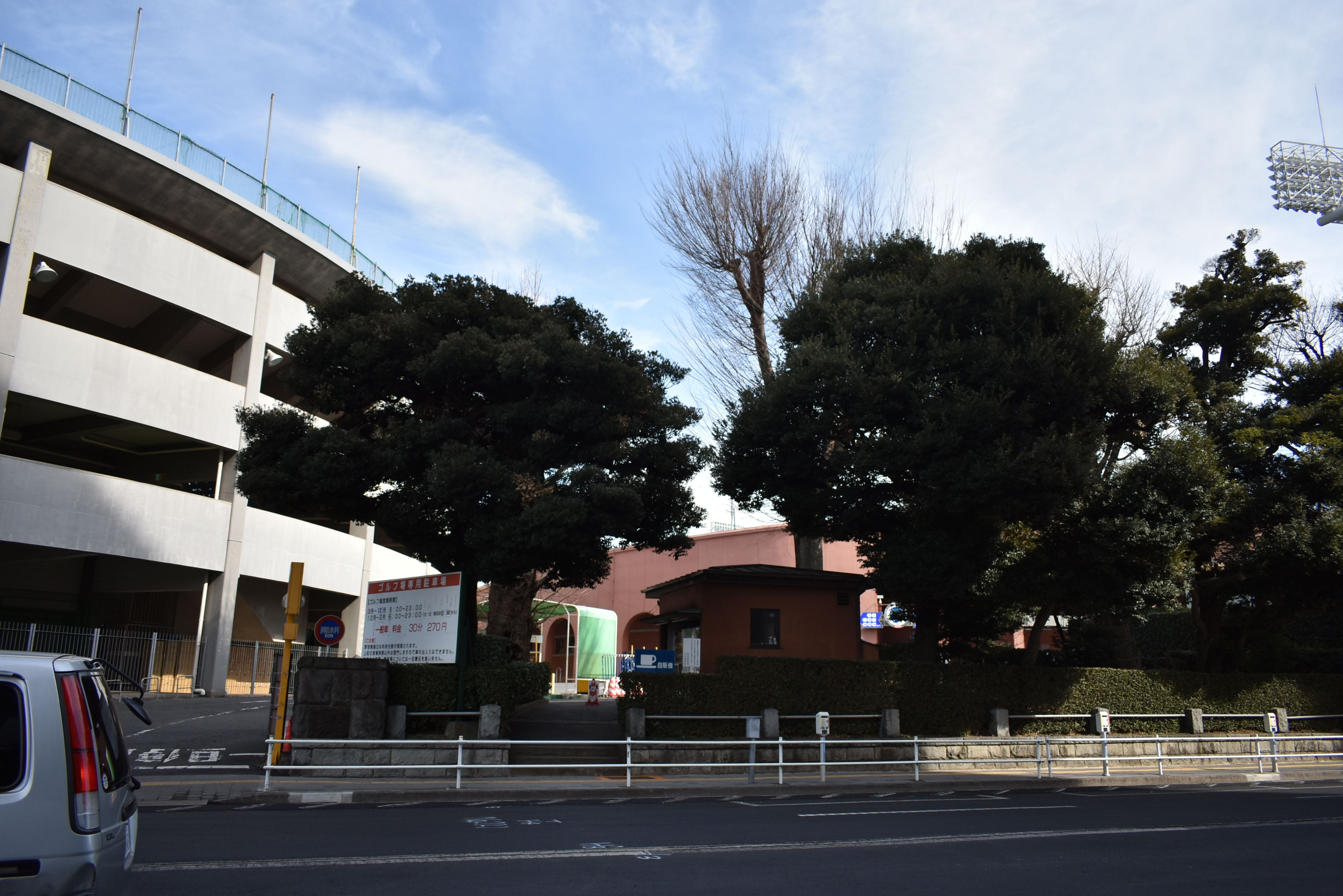
隣接は明治神宮野球場
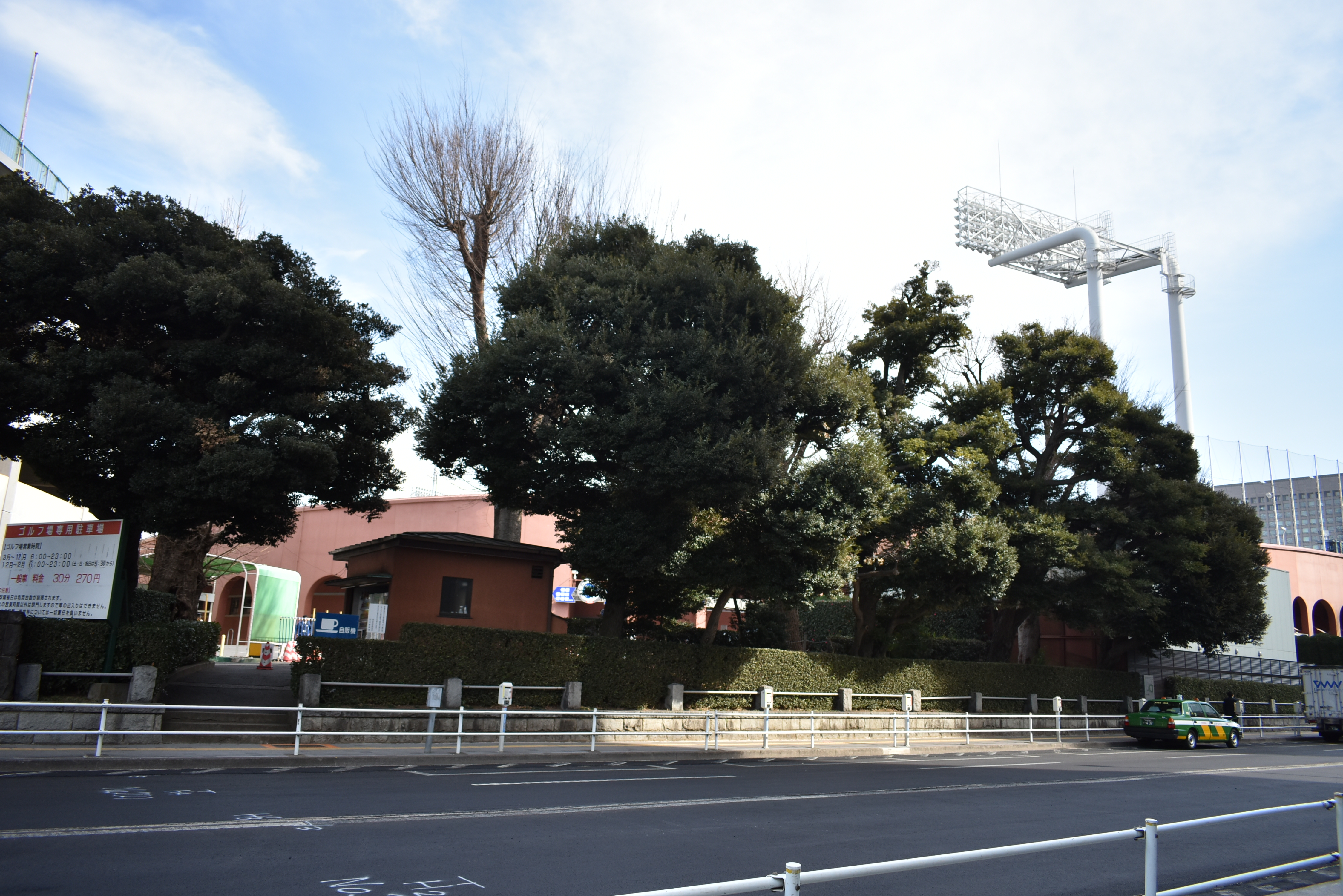
南側は明治神宮野球場
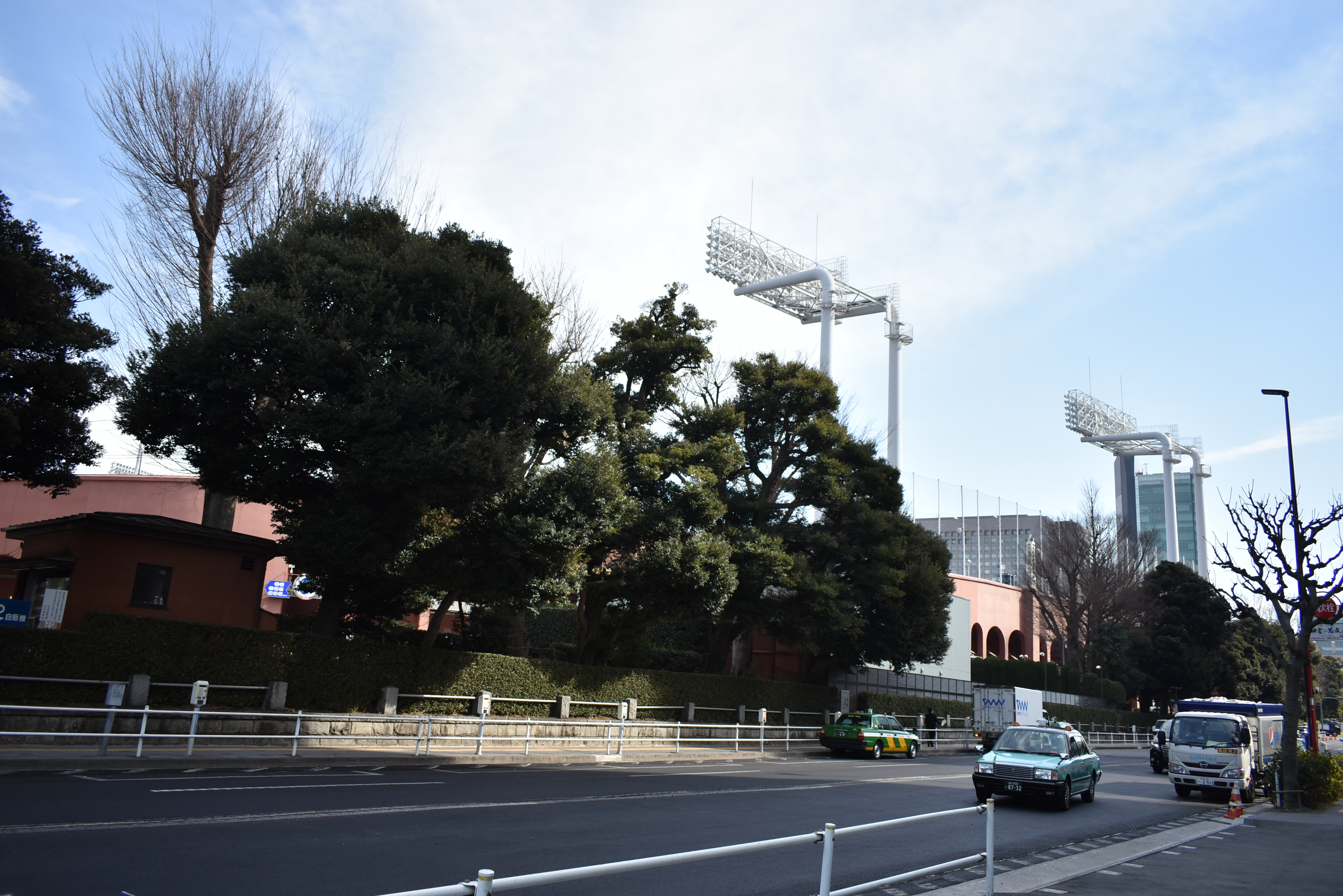
同左

- 竣工 - 1961年（昭和36年）4月19日
- サイズ - 両翼91m、中堅116m
- 内外野 - 全面透水性人工芝
- スコアボード - パネル式（15回まで なお合計得点は原則として15回の部分に掲示する。）
  - 竣工時は神宮球場のレフトスタンド外壁部にあった。改築後はバックスクリーンすぐ横（ライト側）に設けられたが、後に右翼手の守備位置ほぼ後ろに移設されている。
- 収容人数 - 5,600人

1926年（大正15年）、明治神宮相撲場として開設された。宮武三郎が神宮球場の外野スタンド増築前に場外ホームランをここに打ち込んだという。1947年（昭和22年）から1948年にかけて大相撲の本場所興行が行われた。その後野球場に改築されることになり、1961年に竣工したが国鉄スワローズの移転の見込みに伴いすぐに増改築が行われた。当初は神宮球場のレフトスタンドとセンターが接する形となっていたが、一塁側スタンド（現在のゴルフ練習場）が接する向きに変更された。以前フィールドは全面クレー舗装だったが、1993年（平成5年）に人工芝が敷設された。2020年の東京五輪では当敷地を投擲種目の練習場とすることになっているが、具体案は公表されていない。
球場自体の用地が狭隘で外野後方には道路があるため外野スタンドがなく、フェンスに沿って高い防球ネットが張られていた。また1・3塁側についてもベンチを越えた内野以降は座席が設けられていなかった。メインスタンド（バックネット裏）は二層式スタンドで、通常は1階席の部分のみ開放。多客時には2階も開放されていた。2階席の一部には神宮球場のグラウンドを見下ろすことができるエリアがあり、神宮球場で試合が行われている場合は満員時を除き立ち入り禁止となっていた。
座席は本球場の外野席と同様の背もたれのない一人用となっており、バックネット裏上段に机付きの記者席もあった。高校、大学野球ではダッグアウト上のスペースで応援団員がエール交換等を行っていた（最大3名程度）。
券売窓口が1つで、1・3塁側にそれぞれ入り口があった。売店は球場入口正面にのみ設置、限られた種類の飲食を販売していた。
2019年までは東京都高等学校野球連盟主管の大会（夏の高校野球東東京大会や春季・秋季大会）に使用されていた。以前は創設当初の首都大学野球連盟、東京新大学野球連盟や東都大学野球連盟の2部リーグも使用していたが大学野球は日程が祝日になった場合、加盟校のグラウンドを使用するため、原則として明治神宮大会、及び東京都高野連主管大会で使用する場合を除いて、アマチュア野球が第2球場を週末（土・日）と祝日に使うことはなかった。明治神宮大会ではかつて高校の部は準決勝までの試合が行われ、以後本球場への開催に移った際も大学の部1回戦は数試合が組まれていた（明治神宮大会では本球場との共通券が販売され、各球場分で両辺が切り取れる形態となっていた）。また多くの入場が見込まれる試合は本球場での開催に変更されることもあった。末期は夏季大会の準々決勝や秋季大会の準決勝以降の会場から外されるなど、高校野球での使用も減少傾向にあった。
なお東都大学2部リーグでは1973年から第2球場を主会場としていたが、球場が狭いことにより打球が場外に飛び出すケースが比較的多いことや、施設の老朽化などから、2013年秋季をもって第2球場の使用を中止することになり、2014年春季リーグ戦以後は、2部リーグに加盟する大学のグラウンド、町田市小野路球場等での実施を経て首都圏公営球場で開催している（ただし、東京六大学連盟のその週の大会が日曜日までに終わっていれば、神宮球場を会場として使う場合もあった）。また、かつて1部リーグや2部以下の入替戦も開催実績がある（雨天順延等で本球場での試合消化が難しい際）。
上記事情によりプロ野球1軍の試合には使用されていないが、過去に2軍・イースタン・リーグの試合に使用された例はある（1962年の国鉄対大毎戦他）。
また第二球場は明治神宮外苑ゴルフ練習場（外苑ゴルフクラブ）の西練習場を兼ねており、一塁側ダッグアウト付近から右翼ポール際にかけてゴルフ練習用の打席が121打席設置されている。ゴルフ練習場のうち東練習場は通年営業しているが、第二球場を兼ねる西練習場は、アマチュア野球公式戦の行われる日は早朝（基本的に6時 - 8時45分）と夜間（アマチュア野球大会の試合終了後から深夜）のみの営業となる。アマチュア野球公式戦が行われる時間帯以外はゴルフ練習場として供用しており、野球場としての草野球の一般利用は受け付けていない（ゴルフのみ運営の場合でも9:00 - 9:30はボールの回収作業を行うため利用不可。また周辺道路や施設への影響を考慮し、練習場では飛距離を抑制した低反発球を使用することになっており、一般のゴルフコースや他のゴルフ練習所で使用する通常のボールの使用・持ち込みは厳禁となっている）。ゴルフ西練習所は1973年（昭和48年）に設置された（東練習所=第2球場東隣はその前年の1972年開設）。
フェンス広告はないが、ゴルフ練習場として活用されていることを踏まえて、レフト側にゴルフ関連の広告看板が設置されている。また、過去には、神宮球場に合わせて右翼側のスコアボード上に、SEIKOの広告看板が設置されていた。
東都2部撤退後の2014年頃から外野を中心として人工芝の劣化が顕著となり、2016年頃には外野の大半は下地がむき出しの黒ずんだ状態となっていた。2017年頃から一部の芝が張り替えられたもののそれ以降も外野の芝は継ぎ接ぎ状態であり、センターからライト方向深くの芝は最後まで黒ずんだ状態で使用された。
2019年11月3日の秋季東京都高等学校野球大会準々決勝・日大三 - 帝京戦を最後に野球場としての使用は終了した。奇しくも甲子園大会に出場経験のある高校同士の対戦となり、試合前には東京都高野連による高校野球全日程終了の式典が行われた。試合終了後には両校の選手・監督らによる記念撮影が行われ、帝京監督の前田三夫、日大三監督の小倉全由は健闘を讃え合うとともに球場への感謝の思いを語った。その後2019年末までゴルフ場としての営業が継続されたのち、2020年以降は東京オリンピックに向けた資材置き場となっていた。
前述の通り、神宮外苑地区の再開発に伴い、2021年をもって第二球場は解体され、跡地には新秩父宮ラグビー場が建設される予定となっているが、東京オリンピックが2021年に延期されたためその動向は不明となっていた。2021年1月15日、スポーツ庁はラグビー振興に関する関係者会議を開き、新秩父宮ラグビー場を完全密閉型屋根付きのスタジアムとする方針を決定した。グラウンドは人工芝にして多用途に対応し、収容人数は2万人規模を想定している。2023年から2026年に予定されている第1期工事では南側をオープンにしたスタンドが3方向のスタジアムとして整備される。現在の神宮球場が取り壊された後に、南側のスタンド及び屋根の設置工事が行われるため、最終的な工事完成は2033年からずれ込む見通し。
2019年（平成31年）2月22日時点の明治神宮第二野球場
- 北側は工事中の国立競技場
- 明治神宮第二野球場正面入り口
- 隣接は明治神宮野球場
- 南側は明治神宮野球場
- 同左

## 天覧・台覧試合
初試合に皇太子（のちの昭和天皇）が臨席するなど、皇族を招いての試合が幾つか行われている。1931年（昭和6年）の増築は早慶戦を観戦した際、入りきらなかった観衆を見た秩父宮が勧めたのがきっかけであった。2009年（平成21年）には愛子内親王と皇太子および同妃雅子が若松勉の解説で東京ヤクルトスワローズ対横浜ベイスターズの試合を観戦した。

## 事故
当球場で起きた大きな事故（選手・観客）として以下のものがある。
- 1929年（昭和4年）5月18日 - 早慶1回戦の試合に集まった三塁側スタンドの観衆がなだれ落ちる形で場内に落下、7 - 8名の負傷者が出た。
- 1948年（昭和23年）6月9日 - 早慶戦の観衆による群集事故で負傷者14人。
- 1948年（昭和23年）11月4日 - 読売ジャイアンツ創設15周年記念の無料オープン戦（相手は阪急ブレーブス・金星スターズ・急映フライヤーズ3球団からの選抜チーム）に集まった群衆が数万人にもおよび、その圧力で入口の扉が開けられそうになったため、予定より30分ほど早く開門したところ、将棋倒しが発生して圧死2人、重軽傷者32人が発生。なお、この当時戦争中の金属類回収令により入口の鉄柵が撤去されていた。
- 1964年（昭和39年）9月19日 - 東京六大学リーグ戦の早稲田対立教戦で、早稲田の直江輝昭（右翼手）が飛球を負って背走した際にフェンスに激突し、重傷。事故後の1965年にフェンスの内側に金網が設置されたが、金網に手が入って負傷する事故が発生したことから、1970年に金網を取り除いてラバーフェンスに変更している。
- 2022年（令和4年）8月29日 - 乃木坂46「真夏の全国ツアー2022」の東京公演にて、メンバーの掛橋沙耶香がアンコールのパフォーマンス中に1塁ベンチ上の階段から転落して負傷し救急搬送され、その後治療のため長期間休業する事態となっている。

## 胴上げ
ヤクルトが1978年（昭和53年）にセ・リーグで初優勝した時、ファンが優勝を祝うが余りに客席から飛び出して選手や広岡達朗監督を胴上げするという光景が見られ、優勝記念の表彰式どころの騒ぎではなくなっていた。その模様は、フジテレビの製作によって全国テレビ中継された。そういったこともあり、同じ神宮で1985年、21年ぶりの優勝を決めた阪神タイガースの試合のときには警備員を多数増員して、乱入をしないように警戒を強めたという。
2015年現在、当球場で監督の優勝胴上げを行っていないセ・リーグのチームは横浜DeNAベイスターズ（前身球団含む）だけとなっている。胴上げを行ったチームは順にヤクルト（1978年、1993年、1995年、1997年、2015年、2022年
）、阪神（1985年）、広島（1986年）、中日（1999年）、巨人（2008年）となる。
パシフィック・リーグのチームでは、1992年に西武ライオンズ、2015年に福岡ソフトバンクホークス、2022年にオリックスバファローズが日本選手権シリーズの制覇によって監督を胴上げしている。2005年から始まったセ・パ交流戦では、同年に千葉ロッテマリーンズが優勝をこの球場で決めたものの、胴上げには至らなかった。

## その他のエピソード
- 2020年10月24日、セ・リーグ公式戦のヤクルト対中日（22回戦）の6回表に、隣接する国立競技場で打ち上げられた花火の煙が球場の上空を覆い、試合が中断するという珍事が発生した。煙が薄くなるのを待って1分ほどで試合は再開したが、今度は7回表に国立競技場から大量の風船が球場の上空に飛来。中にはグラウンドに落下したものもあったため再び試合が中断した。国立競技場ではこの日、アイドルグループ・嵐が配信ライブの収録を行っており、花火や風船はその演出の一環であった。同日、嵐の所属するジャニーズ事務所が、演出によって試合が中断したことをホームページ上で謝罪した[40][41]。なお、試合はほどなくして再開された（結果は9-5でヤクルトの勝利）。花火が打ち上げられたのは偶然にも中日・滝野要がプロ初安打を放つのとほぼ同時であり、また風船が飛来したのも中日・阿部寿樹がこの日3本目となる安打（猛打賞）を放ったのとほぼ同時だった。そのため、いくつかのメディアは、滝野や阿部を祝福しているかのようだったと報じている[42][43]。
- 2022年10月3日に開催されたヤクルト対DeNA 25回戦[44]では、ヤクルトの村上宗隆がNPBの日本人選手では史上最多となるシーズン56本塁打を記録した[45][注 11]。それを記念し、翌2023年6月15日には56号本塁打が着弾した右翼席スタンドFブロックの階段付近の壁にモニュメントが取り付けられ[47][48]、村上も参加して除幕式が開催された[49]。

村上宗隆の2022年シーズン56号本塁打を記念して明治神宮野球場に設置されたプレート

## 硬式野球以外での使用
第二次世界大戦終了後、進駐軍に接収された明治神宮野球場では、1945年11月11日にアメリカ合衆国軍人らによるロデオ大会が開催された。
また戦後初めてとなる公式のサッカー試合が行われたのもこの明治神宮野球場である（1947年4月3日開催のサッカー東西対抗戦）。この翌年の1948年にも同所で東西対抗戦サッカー試合が開催された。
人工芝導入後より一般貸し出しが行われており、ストロングリーグでは全国軟式野球統一王座決定戦・ジャパンカップの決勝会場や交流試合などで使用している。周辺には国立霞ヶ丘競技場陸上競技場（2014年に閉鎖され、解体された）や秩父宮ラグビー場などの球技場があるために野球以外のスポーツイベントが行われることはほぼないが、1989年8月7日には日本代表対マンチェスター・ユナイテッドFCの親善試合が行われている。
コンサートやイベントの会場としても使われることがあり、毎年8月には神宮外苑花火大会のメイン会場として使用され、花火の打ち上げを軟式球場から行っている。近年行われた主なイベントとしては以下のものがある。
- ジャパンスーパークロス（1987年 - 1995年）
- 東京国際女子マラソン（1990年・ゴール地点として使用） - 即位の礼が行われた関係により日程が変更され、変更された日（12月9日）がサッカーのトヨタカップと日程が重なり国立競技場が使用出来なくなったため。
- 新宿シティハーフマラソン（2015年 - 2020 ゴール地点として使用） - 国立が改修のため
- UWFインターナショナルプロレスリング世界ヘビー級選手権試合・高田延彦対ベイダー（1994年12月5日） - 当球場で初開催となるプロレス興行[52]
- 新日本プロレス
  - 「GINGU CLIMAX[注 12]」（1999年）
  - 「D4DJ Groovy Mix Presents SUMMER STRUGGLE in JINGU」（2020年8月29日）[53]
- M-1グランプリ（2005年・敗者復活戦）
- 第26回全国高等学校クイズ選手権（2006年・関東地区予選会場）
- 全国高等学校定時制通信制軟式野球大会-定時制と通信制高校の軟式野球の全国大会。開会式および開幕試合（第一試合）と決勝戦と、その他一部試合に使用されている。
- リアル脱出ゲーム（2010年 - 2011年・2014年 - 2015年・2017年・2022年 - ） - SCRAP主催の体感型謎解きイベント。2010年はオリジナル作品『あるスタジアムからの脱出』、2011年は信長の野望シリーズ・戦国無双シリーズとのコラボ『終わらない合戦からの脱出』、2014年は進撃の巨人とのコラボ『ある城塞都市からの脱出』東京公演、2015年はONE PIECEとのコラボ『頂上戦争からの脱出』東京公演（東京追加公演も含む。ただし、東京最終公演は東京ドームで実施）、2017年はキングダムとのコラボ『大戦場からの脱出』東京公演として開催し、リアル脱出ゲームの野外ツアー東京公演の会場として定着した。
- 神宮スタジアムナイトヨガ（2016年–不定期）
- 野村克也さんを偲ぶ会（2021年12月11日）

### コンサート
- 井上陽水・安全地帯（1986年8月20日）
- 大澤誉志幸（1986年8月30日）
- 中村あゆみ（1986年8月31日）
- THE ALFEE（1998年8月22日、2000年8月12日・13日）
- 乃木坂46（2014年8月30日、2015年8月30日・31日、2016年8月28日 - 30日、2017年7月1日・2日、2018年7月6日 - 8日[注 13]、2019年8月30日 - 9月1日、2022年8月29日 - 31日[54]、2023年8月25日 - 28日[55]、2024年9月2日 - 4日[56]、2025年9月4日 - 7日〈予定〉[57]）

## 交通機関
- JR  中央・総武線（各駅停車） - 信濃町駅より徒歩13分
- JR  中央・総武線（各駅停車） - 千駄ケ谷駅より徒歩15分
- 東京メトロ  銀座線 - 外苑前駅より徒歩5分
- 東京メトロ  半蔵門線 - 青山一丁目駅より徒歩15分
- 東京メトロ  副都心線 - 北参道駅より徒歩17分
- 都営地下鉄  大江戸線 - 国立競技場駅より徒歩13分
- 都営バス 黒77系統 - 霞ヶ丘団地バス停より徒歩7分